# Hirohito
Hirohito (裕仁; Tóquio, 29 de abril de 1901 – Quioto, 7 de janeiro de 1989), postumamente chamado de Shōwa (昭和, Shōwa), foi o 124º imperador do Japão, reinando de 1926 até sua morte em 1989. Ele foi um dos monarcas que reinou por mais tempo no mundo, com seu reinado de 62 anos sendo o mais longo de qualquer imperador japonês.
Hirohito nasceu no Palácio Tōgū, em Aoyama, Tóquio, durante o reinado de seu avô paterno, o Imperador Meiji. Ele foi o primeiro filho do Príncipe Herdeiro Yoshihito e da Princesa Sadako (mais tarde Imperador Taishō e Imperatriz Teimei). Como neto do imperador Meiji, Hirohito foi criado longe da corte, mas retornou após a morte de seu cuidador. Sua educação enfatizou a saúde física devido à sua fragilidade, ao lado de valores de frugalidade e devoção ao dever. As primeiras comissões militares e a educação de Hirohito sob figuras influentes moldaram a sua perspectiva sobre a linhagem imperial divina do Japão e o seu papel na modernização e na diplomacia. Seu pai subiu ao trono em 1912, após a morte de seu pai, o imperador Meiji, tornando o príncipe Hirohito, de onze anos, o herdeiro aparente. Proclamado príncipe herdeiro em 1916, as visitas de Hirohito ao exterior em 1921 à Europa Ocidental marcaram um passo significativo em direção à diplomacia internacional para o Japão, apesar da oposição interna. Suas experiências no exterior, especialmente na Grã-Bretanha e no encontro com monarcas europeus, influenciaram sua compreensão das relações internacionais e da posição do Japão no cenário global.
Hirohito assumiu a regência em 1921 devido aos problemas de saúde de seu pai, navegando no Japão através de tratados significativos, o Grande terremoto de Kantō em 1923 e uma tentativa de assassinato. Em janeiro de 1924, ele se casou com a princesa Nagako e o casamento deles solidificou ainda mais sua posição dentro da família imperial e da sociedade japonesa. Eles tiveram sete filhos: Shigeko, Sachiko, Kazuko, Atsuko, Akihito, Masahito e Takako.
Quando seu pai morreu em dezembro de 1926, Hirohito – então com 25 anos – tornou-se imperador do Japão. Hirohito reinou como monarca constitucional e foi chefe de estado sob a Constituição Meiji durante a expansão imperial japonesa, particularmente na China, a militarização e o envolvimento na Segunda Guerra Mundial. Durante o reinado de Hirohito, o Japão travou uma guerra em toda a Ásia nas décadas de 1930 e 1940. O seu envolvimento em decisões militares, particularmente na Segunda Guerra Sino-Japonesa e no Teatro do Pacífico da Segunda Guerra Mundial, tem sido tema de debate histórico relativamente à sua responsabilidade por crimes de guerra. Apesar dos sucessos iniciais, os erros de cálculo estratégicos do Japão sob o seu reinado levaram a consequências devastadoras para o Japão.
Após a rendição do Japão, apesar de ter travado a guerra em nome de Hirohito, ele não foi processado por crimes de guerra, pois o General Douglas MacArthur pensava que um imperador ostensivamente cooperativo ajudaria a estabelecer uma ocupação aliada pacífica e os EUA a alcançar os seus objetivos do pós-guerra.  Como resultado, MacArthur fez tudo ao seu alcance para excluir qualquer possível evidência que teria incriminado Hirohito e sua família durante o Tribunal de Crimes de Guerra de Tóquio. Em 1 de janeiro de 1946, sob pressão dos Aliados, o Imperador renunciou formalmente à sua divindade. Hirohito desempenhou um papel crucial na recuperação do Japão do pós-guerra e na reintegração na comunidade internacional, embora o seu papel durante a guerra permanecesse controverso. O seu legado é uma mistura complexa de tradição, militarismo e modernização, refletindo os desafios e transformações que o Japão enfrentou durante o século XX. Hirohito morreu aos 87 anos no Palácio Fukiage em janeiro de 1989, e foi sucedido por seu filho mais velho, Akihito. Em 1979, Hirohito era o único monarca remanescente no mundo com o título de "Imperador", após a deposição de Jean-Bédel Bokassa, Imperador da África Central.

## Biografia

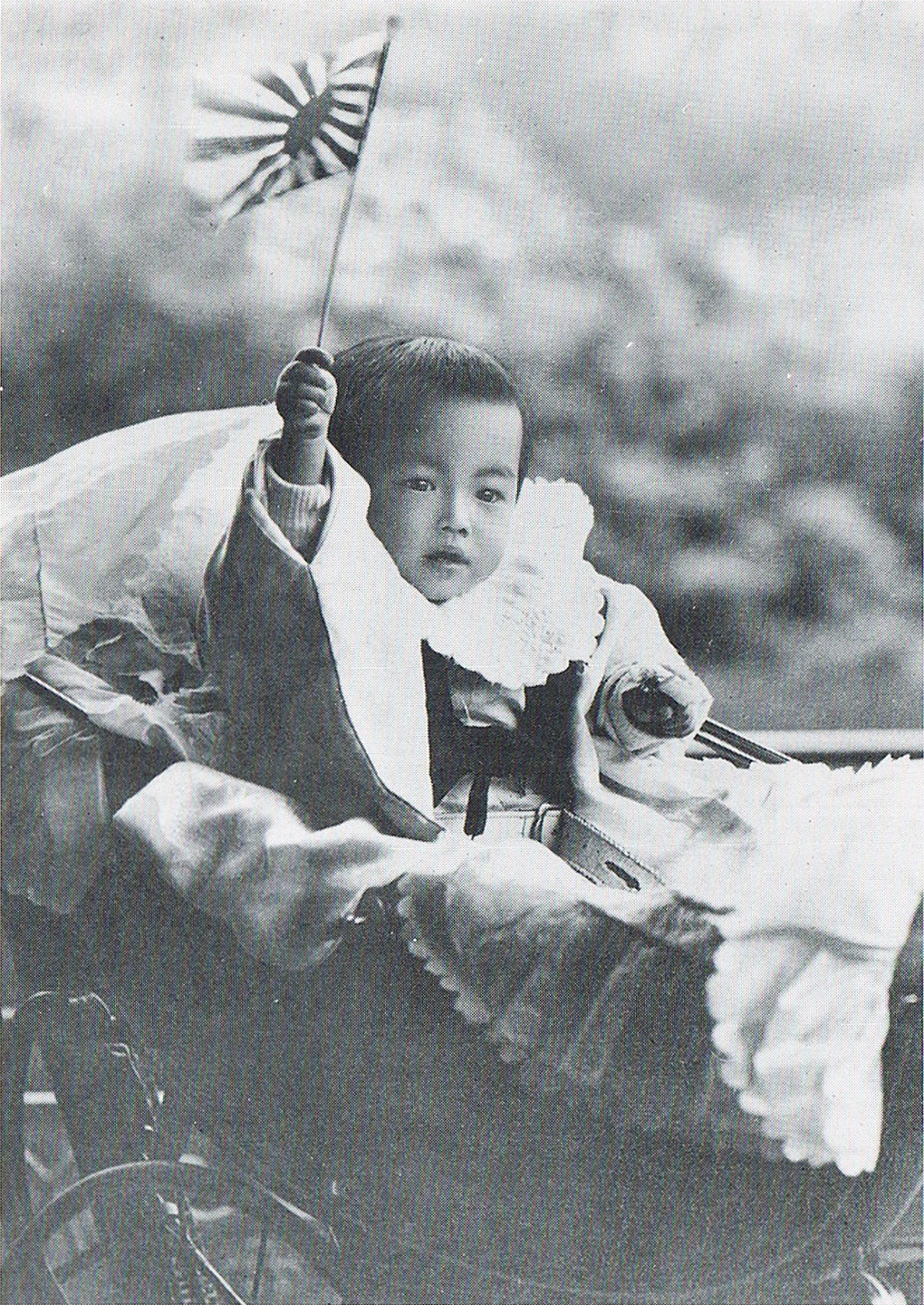
Hirohito em 1902 ainda criança

Hirohito nasceu no Palácio Aoyama em Tóquio (durante o reinado de seu avô, o imperador Meiji) em 29 de abril de 1901, o primeiro filho do príncipe herdeiro Yoshihito, de 21 anos (o futuro imperador Taishō) e de 16 anos. antiga Princesa Herdeira Sadako (a futura Imperatriz Teimei).  Ele era neto do imperador Meiji e de Yanagiwara Naruko. Seu título de infância era Príncipe Michi.
Dez semanas depois de nascer, Hirohito foi afastado da corte e colocado aos cuidados do conde Kawamura Sumiyoshi, que o criou como seu neto. Aos 3 anos, Hirohito e seu irmão Yasuhito foram devolvidos a corte quando Kawamura morreu – primeiro para a mansão imperial em Numazu, Shizuoka, depois de volta ao Palácio Aoyama. 

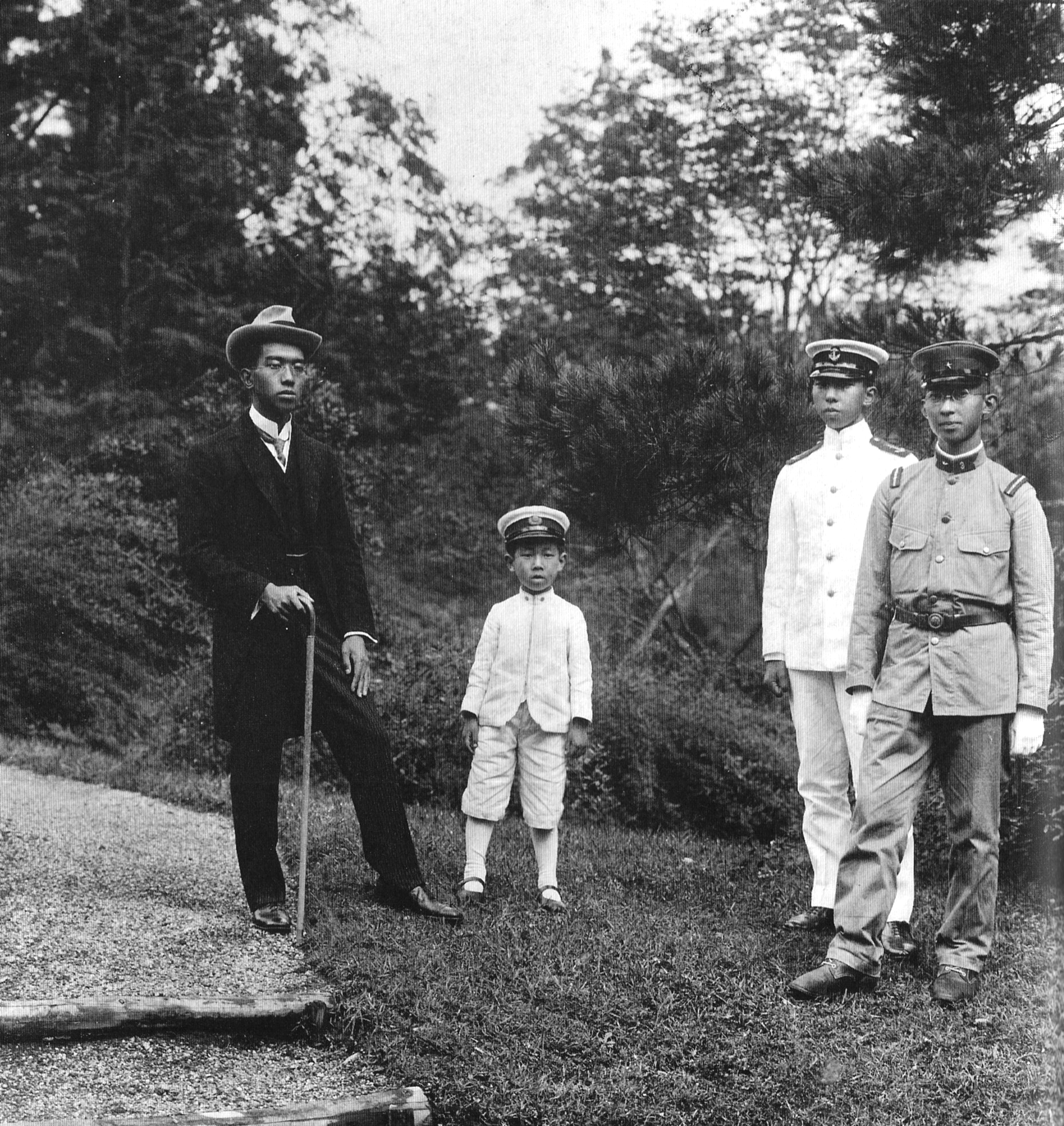
Os quatro filhos do imperador Taishō em 1921: Hirohito, Takahito, Nobuhito e Yasuhito

Em 1908, iniciou os estudos elementares na Gakushūin (Escola de Pares). O imperador Mutsuhito nomeou então o general Nogi Maresuke para ser o décimo presidente do Gakushūin, bem como o responsável pela educação de seu neto. O principal aspecto que focaram foi na educação física e na saúde, principalmente porque Hirohito era uma criança doente, a par da transmissão ou inculcação de valores como frugalidade, paciência, masculinidade, autocontrole e devoção ao dever em questão. 
Durante 1912, aos 11 anos de idade, Hirohito foi comissionado no Exército Imperial Japonês como segundo-tenente e na Marinha Imperial Japonesa como alferes. Foi também agraciado com o Grande Cordão da Ordem do Crisântemo. Quando seu avô, o imperador Meiji, morreu em 30 de julho de 1912, Yoshihito assumiu o trono e seu filho mais velho, Hirohito, tornou-se o herdeiro aparente.
Depois de saber da morte de seu instrutor, General Nogi, ele e seus irmãos ficaram emocionados. Mais tarde, ele reconheceria a influência duradoura de Nogi em sua vida. Naquela época ainda faltavam dois anos para concluir o ensino fundamental, a partir de então sua educação foi compensada pelo Almirante de Frota Togo Heihachiro e pelo Capitão da Marinha Ogasawara Naganari, que mais tarde se tornariam seus maiores oponentes no que diz respeito à sua política de defesa nacional. 
Shiratori Kurakichi, um de seus instrutores do ensino médio, foi uma das personalidades que influenciou profundamente a vida de Hirohito. Kurakichi foi um historiador formado na Alemanha, absorvendo a tendência historiográfica positivista de Leopold von Ranke. Foi ele quem inculcou na mente do jovem Hirohito que existe uma ligação entre a origem divina da linha imperial e a aspiração de ligá-la ao mito da superioridade e homogeneidade racial dos japoneses. Os imperadores foram muitas vezes uma força motriz na modernização do seu país. Ele ensinou a Hirohito que o Império do Japão foi criado e governado por meio de ações diplomáticas (levando em consideração os interesses de outras nações de maneira benevolente e justa). 

## Príncipe Herdeiro
Em 2 de novembro de 1916, Hirohito foi formalmente proclamado príncipe herdeiro e herdeiro aparente. Não foi necessária uma cerimônia de investidura para confirmar este estatuto.

### Viagens ao exterior

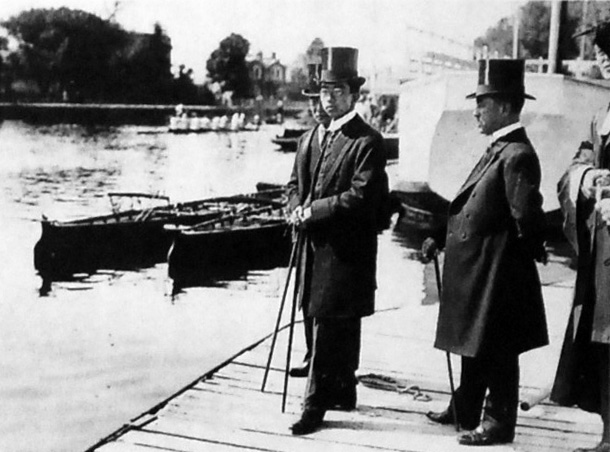
O príncipe herdeiro assiste a uma corrida de barcos na Universidade de Oxford, no Reino Unido, em 1921.

De 3 de março a 3 de setembro de 1921 (Taisho 10), o Príncipe Herdeiro fez visitas oficiais ao Reino Unido, França, Países Baixos, Bélgica, Itália, Cidade do Vaticano e Malta (então um protetorado do Império Britânico). Esta foi a primeira visita à Europa Ocidental do Príncipe Herdeiro. Apesar da forte oposição no Japão, isso foi realizado pelos esforços de estadistas japoneses mais antigos (Genrō), como Yamagata Aritomo e Saionji Kinmochi.

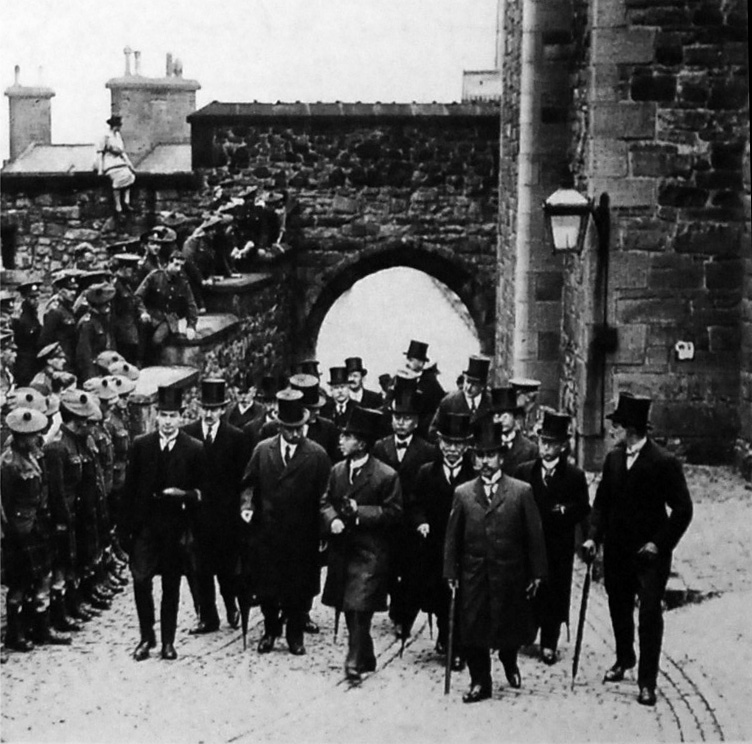
Hirohito em Edimburgo, Escócia, em maio de 1921

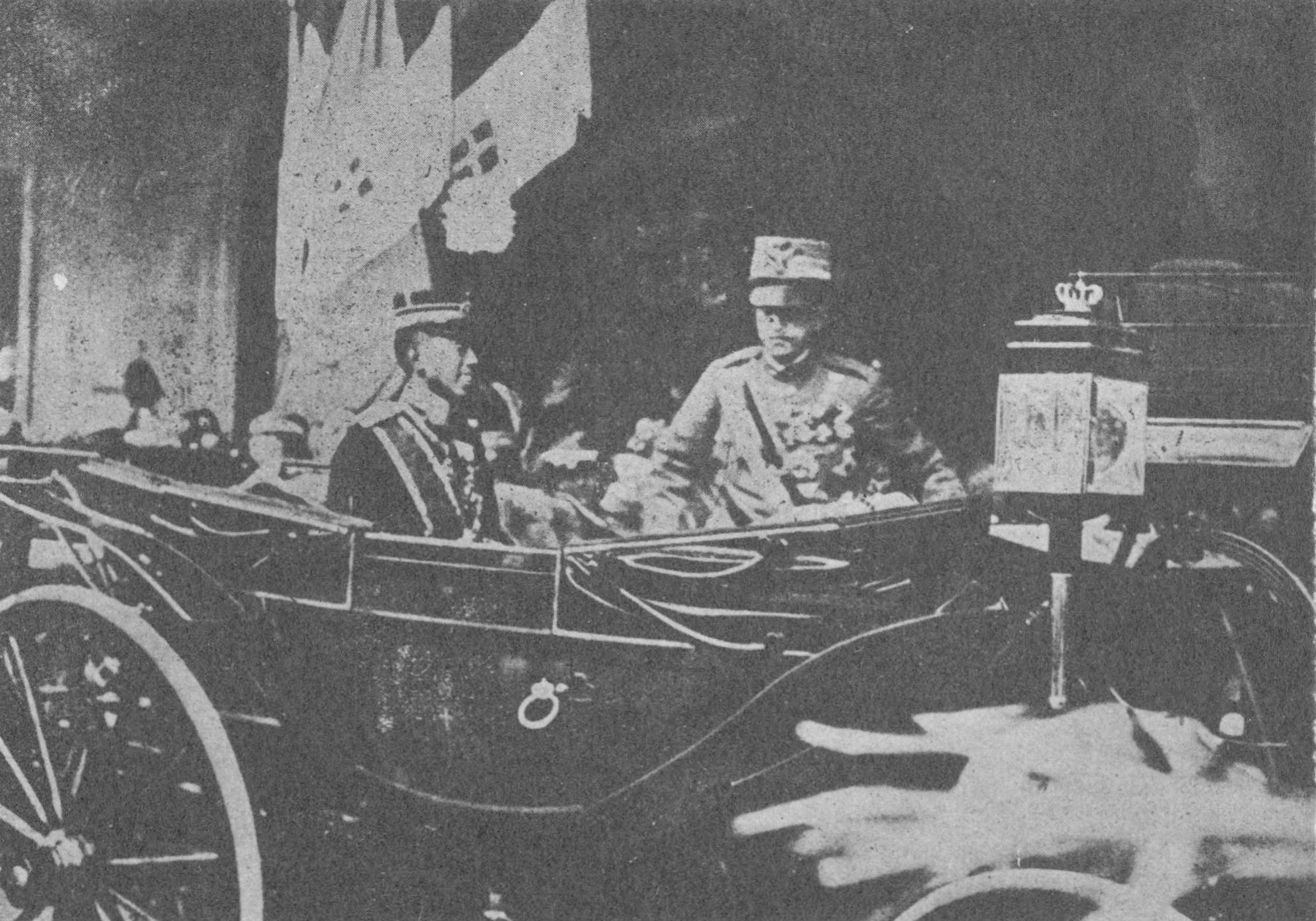
Hirohito e Vítor Emanuel III, 1921

A saída do Príncipe Hirohito foi amplamente divulgada nos jornais. O encouraçado japonês Katori foi utilizado, e partiu de Yokohama, navegou para Naha, Hong Kong, Singapura, Colombo, Suez, Cairo, e Gibraltar. Em Abril, Hirohito esteve presente em Malta para a abertura do Parlamento Maltês. Depois de navegar por dois meses, o Katori chegou a Portsmouth no dia 9 de maio, chegando no mesmo dia à capital britânica, Londres. Hirohito foi recebido no Reino Unido como parceiro da Aliança Anglo-Japonesa e reuniu-se com o rei Jorge V e o primeiro-ministro David Lloyd George.

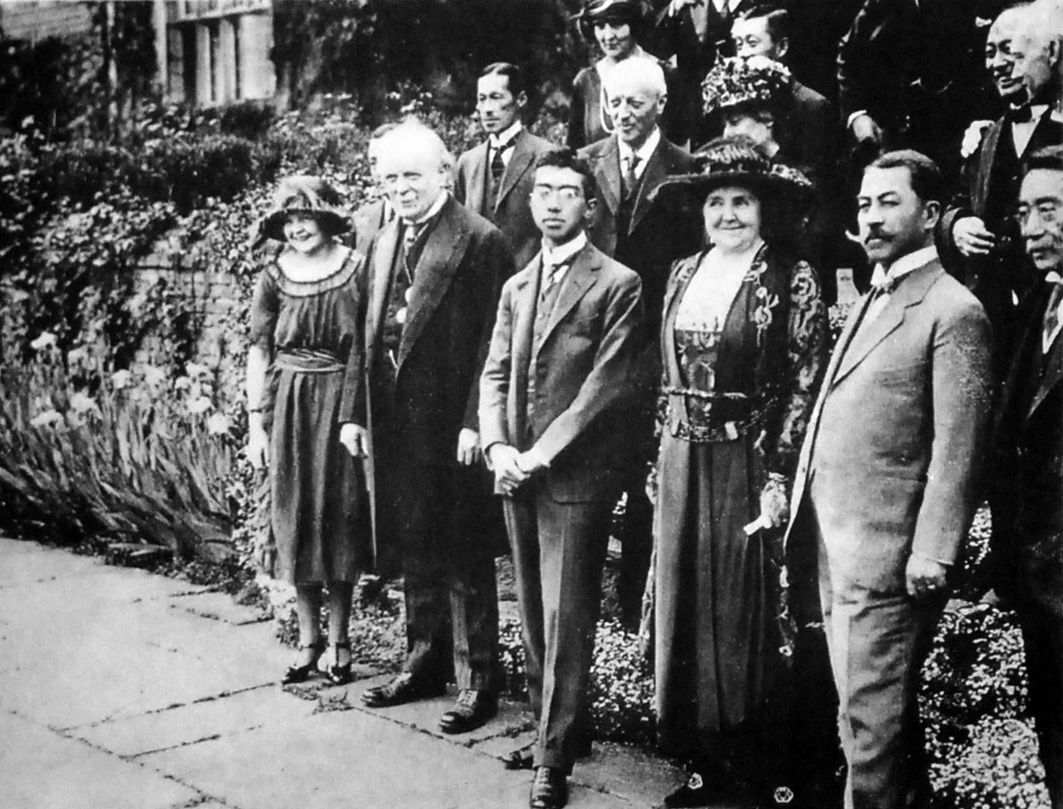
Príncipe Hirohito e primeiro-ministro britânico Lloyd George, 1921

Naquela noite, foi realizado um banquete no Palácio de Buckingham, onde Hirohito se encontrou com Jorge V e o príncipe Artur de Connaught. Jorge V disse que tratou seu pai como Hirohito, que estava nervoso em um país estrangeiro desconhecido e isso aliviou sua tensão. No dia seguinte, ele conheceu o príncipe Eduardo (o futuro Eduardo VIII) no Castelo de Windsor, e um banquete foi realizado todos os dias a partir de então. Em Londres, ele visitou o Museu Britânico, a Torre de Londres, o Banco da Inglaterra, o Lloyd's Marine Insurance, a  Universidade de Oxford, a Universidade do Exército e o Naval War College. Ele também gostou de teatro no New Oxford Theatre e no Delhi Theatre. Na Universidade de Cambridge, ele ouviu a palestra do professor J.R. Tanner sobre "Relacionamento entre a família real britânica e seu povo" e recebeu o título de doutor honorário. Ele visitou Edimburgo, na Escócia, de 19 a 20 de maio, e também foi premiado com o título de Doutor Honorário em Direito pela Universidade de Edimburgo. Ele ficou na residência de John Stewart-Murray, 8.º Duque de Atholl, por três dias. Durante sua estada com Stuart-Murray, o príncipe foi citado como tendo dito: "A ascensão dos bolcheviques não acontecerá se você viver uma vida simples como o duque Athol."
Na Itália, encontrou-se com o rei Vítor Emanuel III e outros, participou em banquetes internacionais oficiais e visitou locais como os ferozes campos de batalha da Primeira Guerra Mundial.

### Regência

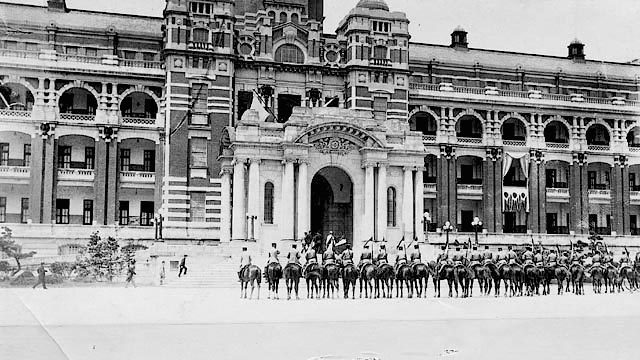
Cavalaria recebe o Príncipe Hirohito em Taipei, em frente ao Gabinete do Governador-Geral

Após retornar (da Europa) ao Japão, Hirohito tornou-se Regente do Japão (Sesshō) em 25 de novembro de 1921, no lugar de seu pai doente, que era afetado por uma doença mental.   Em 1923 foi promovido ao posto de Tenente-Coronel do Exército e Comandante da Marinha, e Coronel do Exército e Capitão da Marinha em 1925.
Durante 12 dias em abril de 1923, Hirohito visitou Taiwan, que era uma colônia japonesa desde 1895. Esta foi uma viagem que seu pai, o então príncipe herdeiro Yoshihito, planejou em 1911, mas nunca concluiu.
O Grande terremoto de Kantō devastou Tóquio em 1º de setembro de 1923. Em 27 de dezembro de 1923, Daisuke Namba tentou assassinar Hirohito no Incidente Toranomon, mas sua tentativa falhou. Durante o interrogatório, ele alegou ser comunista e foi executado.

## Casamento

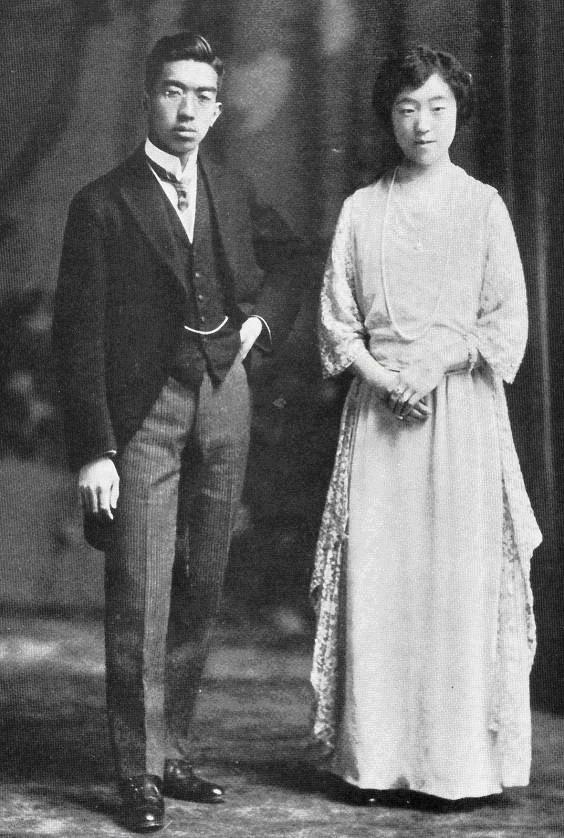
Príncipe Hirohito e sua esposa, Princesa Nagako, em 1924

O Príncipe Hirohito casou-se com sua prima distante, a Princesa Nagako Kuni, a filha mais velha do Príncipe Kuniyoshi Kuni, em 26 de janeiro de 1924. Eles tiveram dois filhos e cinco filhas (ver descendência).
As filhas que viveram até a idade adulta deixaram a família imperial como resultado das reformas americanas da casa imperial japonesa em outubro de 1947 (no caso da princesa Shigeko) ou nos termos da Lei da Casa Imperial no momento de seus casamentos subsequentes (nos casos das Princesas Kazuko, Atsuko e Takako).

## Reinado

### Ascensão
Em 25 de dezembro de 1926, Yoshihito morreu e Hirohito tornou-se imperador. Diz-se que o príncipe herdeiro recebeu a sucessão (senso). O fim da era Taishō e o início da era Shōwa (Paz Iluminada) foram proclamados. O falecido imperador foi postumamente renomeado como Imperador Taishō em poucos dias. Seguindo o costume japonês, o novo Imperador nunca foi referido pelo seu nome de batismo, mas sim simplesmente como "Sua Majestade o Imperador", que pode ser abreviado para "Sua Majestade". Por escrito, o Imperador também foi referido formalmente como "O Imperador Reinante".
Em novembro de 1928, a ascensão de Hirohito foi confirmada em cerimônias (sokui) que são convencionalmente identificadas como "entronização" e "coroação" (Shōwa no tairei-shiki); mas este evento formal teria sido descrito com mais precisão como uma confirmação pública de que ele possuía as Regalias Imperiais Japonesas, também chamadas de Três Tesouros Sagrados, que foram transmitidas ao longo dos séculos. No entanto, os eventos de sua entronização foram planejados e encenados sob as condições econômicas de uma recessão, enquanto a 55ª Dieta Imperial aprovou por unanimidade US$ 7 360 000 para as festividades. 

### Início

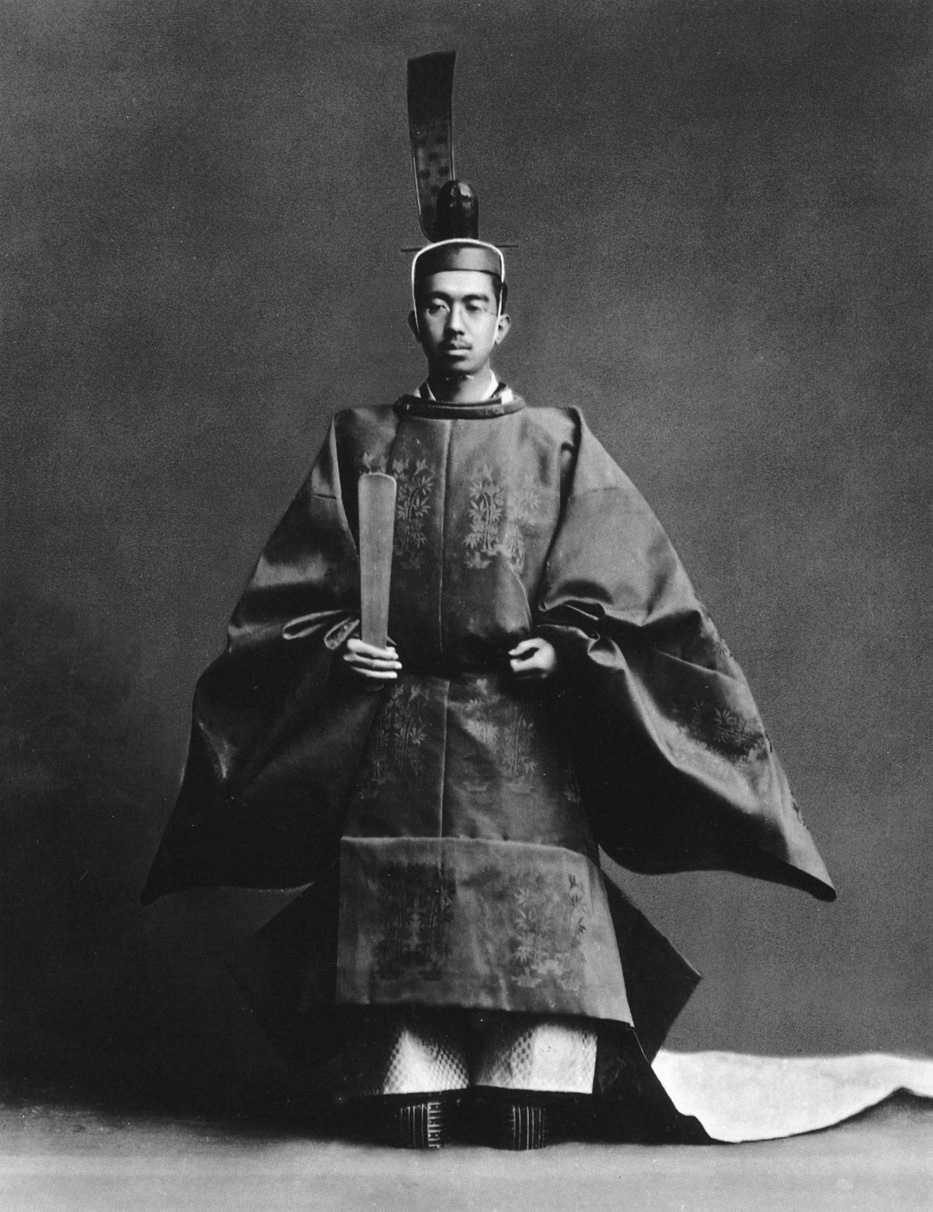
Imperador Hirohito após sua cerimônia de entronização em 1928, vestido com sokutai

A primeira parte do reinado de Hirohito ocorreu num contexto de crise financeira e de aumento do poder militar dentro do governo através de meios legais e extralegais. O Exército Imperial Japonês e a Marinha Imperial Japonesa detinham poder de veto sobre a formação de gabinetes desde 1900. Entre 1921 e 1944, ocorreram 64 incidentes distintos de violência política.
Hirohito escapou por pouco do assassinato por uma granada de mão lançada por um ativista da independência coreana, Lee Bong-chang, em Tóquio, em 9 de janeiro de 1932, no Incidente de Sakuradamon.
Outro caso notável foi o assassinato do primeiro-ministro moderado Inukai Tsuyoshi em 1932, marcando o fim do controle civil dos militares. O incidente de 26 de fevereiro, uma tentativa de golpe militar, ocorreu em fevereiro de 1936. Foi realizado por oficiais subalternos do Exército da facção Kōdōha que contavam com a simpatia de muitos oficiais de alta patente, incluindo Yasuhito, Príncipe Chichibu, um dos irmãos de Hirohito. Esta revolta foi ocasionada pela perda de apoio político da facção militarista nas eleições para a Dieta. O golpe resultou no assassinato de vários altos funcionários do governo e do Exército.
Quando o ajudante-chefe Shigeru Honjō o informou sobre a revolta, Hirohito imediatamente ordenou que ela fosse reprimida e se referiu aos oficiais como "rebeldes" (bōto). Pouco depois, ele ordenou ao Ministro do Exército, Yoshiyuki Kawashima, que reprimisse a rebelião dentro de uma hora. Ele pedia relatórios de Honjō a cada 30 minutos. No dia seguinte, quando Honjō lhe disse que o alto comando havia feito pouco progresso em reprimir os rebeldes, o imperador disse-lhe: "Eu mesmo liderarei a Divisão Konoe e os subjugarei." A rebelião foi reprimida seguindo as suas ordens em 29 de fevereiro.

### Segunda Guerra Sino-Japonesa

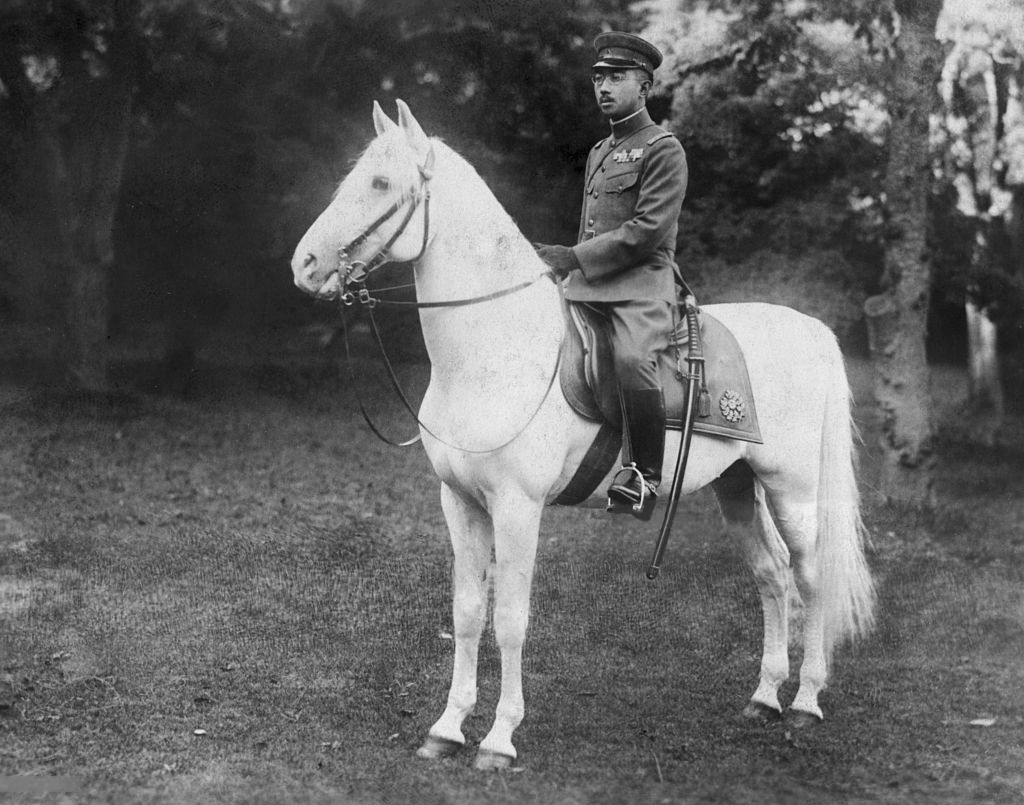
O Imperador em seu cavalo branco favorito, Shirayuki

A partir do Incidente de Mukden em 1931, no qual o Japão encenou uma operação de bandeira falsa e fez uma falsa acusação contra dissidentes chineses como pretexto para invadir a Manchúria, o Japão ocupou territórios chineses e estabeleceu governos fantoches. Tal agressão foi recomendada a Hirohito pelos seus chefes de gabinete e pelo primeiro-ministro Fumimaro Konoe, e Hirohito não expressou objeção à invasão da China.   
Um diário do camareiro Kuraji Ogura diz que ele estava relutante em iniciar a guerra contra a China em 1937 porque eles tinham subestimado a força militar da China e o Japão deveria ser cauteloso na sua estratégia. A este respeito, Ogura escreve que Hirohito disse que "uma vez que você começa (uma guerra), ela não pode ser facilmente interrompida no meio... O que é importante é quando terminar a guerra" e "deve-se ser cauteloso ao começar uma guerra, mas uma vez iniciado, deve ser executado minuciosamente".
No entanto, de acordo com Herbert Bix, a principal preocupação de Hirohito parece ter sido a possibilidade de um ataque por parte da União Soviética, dadas as suas perguntas ao seu chefe de gabinete, o príncipe Kan'in Kotohito, e ao ministro do Exército, Hajime Sugiyama, sobre o momento em que poderia tomar para esmagar a resistência chinesa e como poderiam preparar-se para a eventualidade de uma incursão soviética. Com base nas conclusões de Bix, Hirohito ficou descontente com as respostas evasivas do Príncipe Kan'in sobre a substância de tais planos de contingência, mas mesmo assim aprovou a decisão de mover tropas para o Norte da China.
Segundo Akira Fujiwara, Hirohito endossou a política de qualificar a invasão da China como um “incidente” em vez de uma “guerra”; portanto, ele não emitiu nenhum aviso para observar o direito internacional neste conflito (ao contrário do que seus antecessores fizeram em conflitos anteriores oficialmente reconhecidos pelo Japão como guerras), e o Vice-Ministro do Exército Japonês instruiu o chefe do Estado-Maior da Guarnição do Exército Japonês da China em 5 de Agosto, para não utilizar o termo "prisioneiros de guerra" para designar os cativos chineses. Esta instrução levou à remoção das restrições do direito internacional ao tratamento dos prisioneiros chineses. Os trabalhos de Yoshiaki Yoshimi e Seiya Matsuno mostram que Hirohito também autorizou, por ordens específicas (rinsanmei), o uso de armas químicas contra os chineses.
Mais tarde na sua vida, Hirohito relembrou a sua decisão de dar luz verde para travar uma guerra “defensiva” contra a China e opinou que a sua principal prioridade não era travar uma guerra com a China, mas preparar-se para uma guerra com a União Soviética. já que seu exército lhe garantiu que a guerra na China terminaria dentro de três meses, mas essa decisão o perseguiu, pois ele esqueceu que as forças japonesas na China eram drasticamente menores do que as dos chineses, portanto, a miopia de sua perspectiva era evidente.
Em 1º de dezembro de 1937, Hirohito deu instruções formais ao General Iwane Matsui para capturar e ocupar a capital inimiga, Nanquim. Ele estava muito ansioso para travar esta batalha, pois ele e o seu conselho acreditavam firmemente que bastaria um grande golpe para provocar a rendição de Chiang Kai-Shek.  Ele até entregou um Rescrito Imperial a Iwane quando regressou a Tóquio, um ano depois, apesar da brutalidade que os seus oficiais tinham infligido à população chinesa em Nanquim; portanto, Hirohito aparentemente fez vista grossa e tolerou essas monstruosidades.
Durante a invasão de Wuhan, de agosto a outubro de 1938, Hirohito autorizou o uso de gás tóxico em 375 ocasiões distintas, apesar da resolução adotada pela Liga das Nações em 14 de maio condenando o uso japonês de gás tóxico.

### Segunda Guerra Mundial

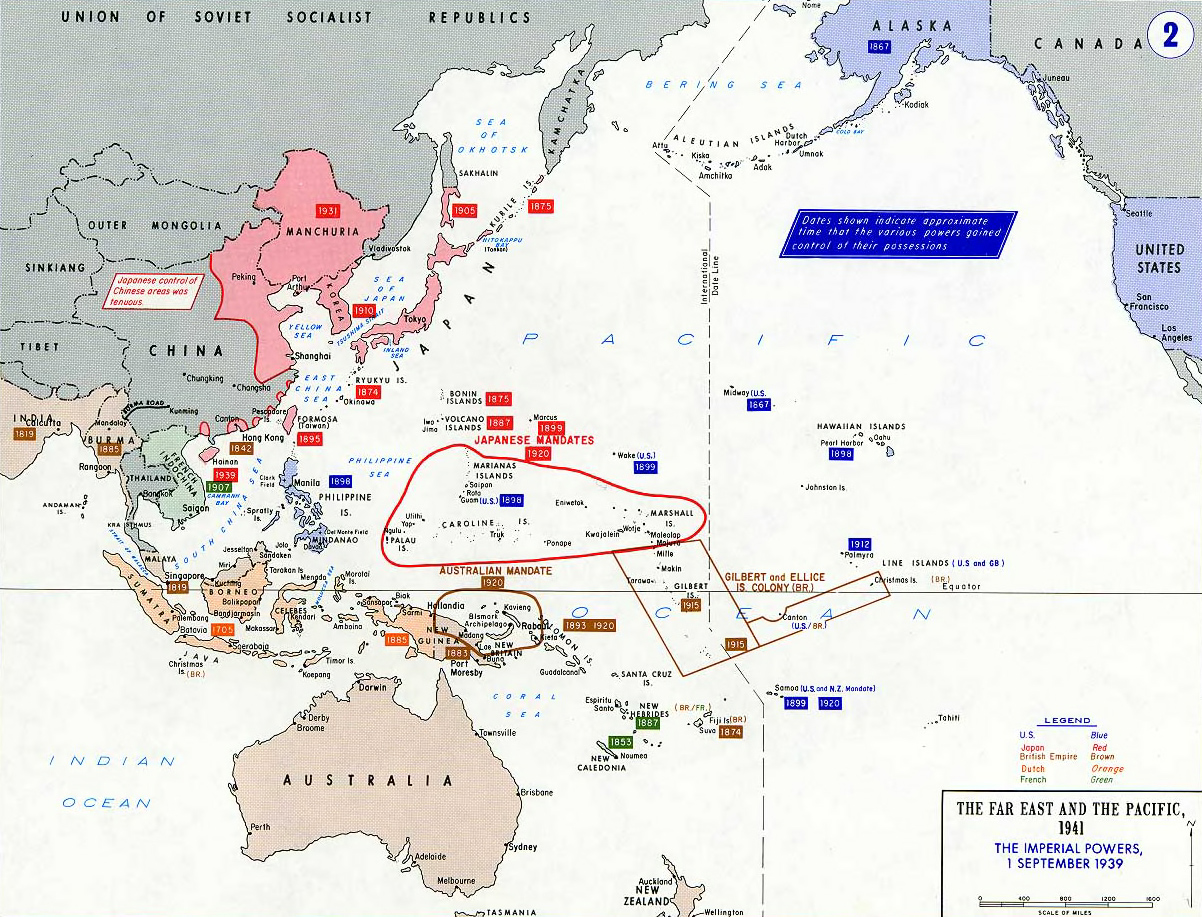
Mapa político da região Ásia-Pacífico em 1939

#### Preparativos
Em julho de 1939, Hirohito discutiu com seu irmão, o príncipe Chichibu, sobre se deveria apoiar o Pacto Anti-Comintern, e repreendeu o ministro do exército, Seishirō Itagaki. Mas depois do sucesso da Wehrmacht na Europa, Hirohito consentiu na aliança. Em 27 de setembro de 1940, aparentemente sob a liderança de Hirohito, o Japão tornou-se parceiro contratante do Pacto Tripartite com a Alemanha e a Itália formando as potências do Eixo.
Os objetivos a obter estavam claramente definidos: liberdade para continuar com a conquista da China e do Sudeste Asiático, nenhum aumento das forças militares norte-americanas ou britânicas na região e cooperação do Ocidente "na aquisição dos bens necessários ao nosso Império".

Em 5 de Setembro, o Primeiro-Ministro Konoe apresentou informalmente um projeto de decisão a Hirohito, apenas um dia antes da Conferência Imperial em que seria formalmente implementada. Nesta noite, Hirohito teve uma reunião com o chefe do Estado-Maior do exército, Sugiyama, o chefe do Estado-Maior da Marinha, Osami Nagano, e o primeiro-ministro Konoe. Hirohito questionou Sugiyama sobre as chances de sucesso de uma guerra aberta com o Ocidente. Como Sugiyama respondeu positivamente, Hirohito o repreendeu:
—Na altura do Incidente na China, o exército disse-me que poderíamos alcançar a paz imediatamente depois de lhes desferir um golpe com três divisões... mas ainda hoje não se pode derrotar Chiang Kai-shek! Sugiyama, você era ministro do Exército naquela época.
—A China é uma área vasta com muitas entradas e saídas, e encontramos grandes dificuldades inesperadamente...

—Você diz que o interior da China é enorme; o Oceano Pacífico não é ainda maior que a China?... Eu não te alertei todas as vezes sobre esses assuntos? Sugiyama, você está mentindo para mim?
O Chefe do Estado-Maior Naval, almirante Nagano, ex-ministro da Marinha e muito experiente, disse mais tarde a um colega de confiança: "Nunca vi o imperador nos repreender dessa maneira, com o rosto ficando vermelho e levantando a voz".

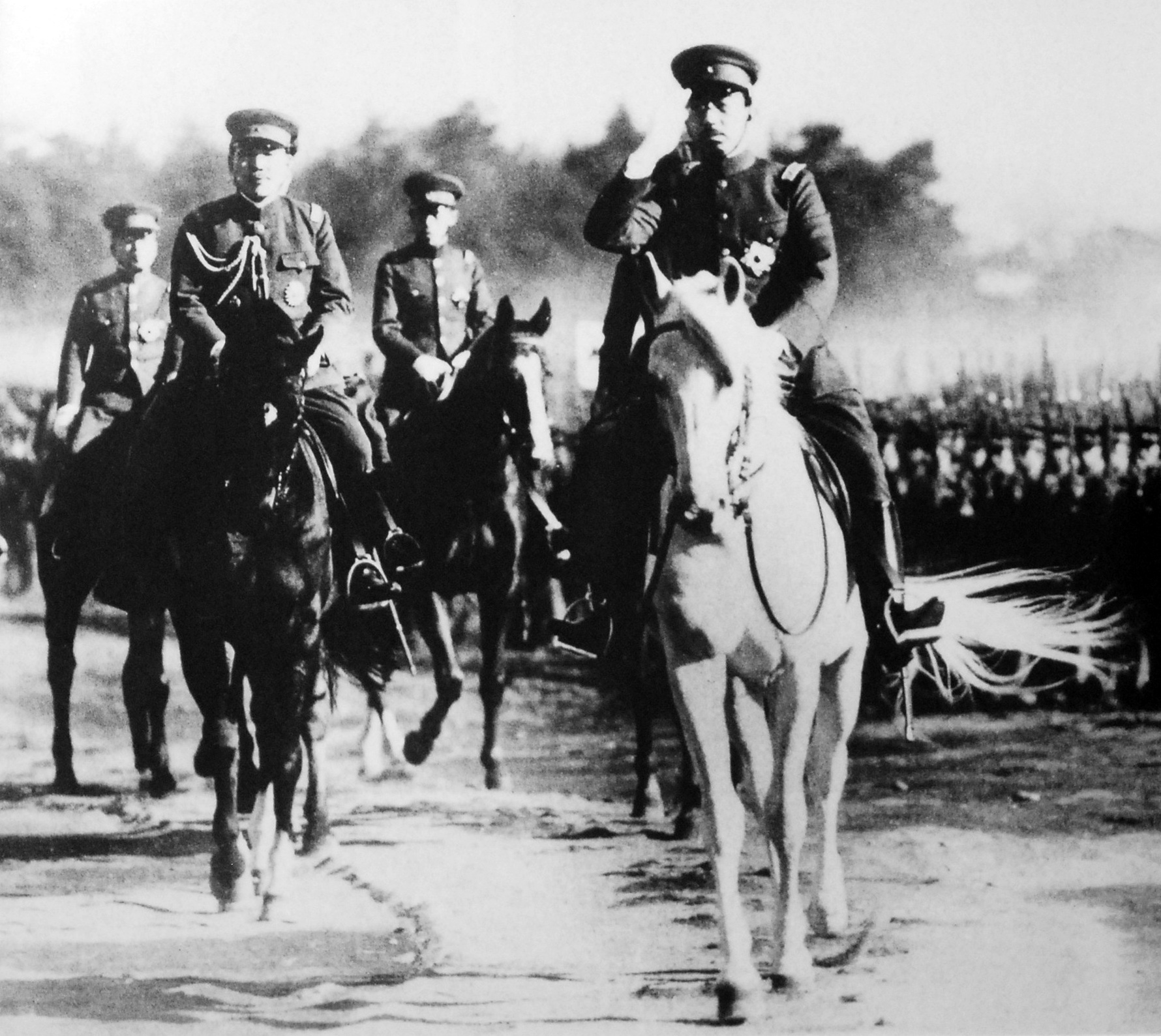
Imperador Hirohito montando Shirayuki durante uma inspeção do Exército em 8 de janeiro de 1938

No entanto, todos os oradores da Conferência Imperial estavam unidos a favor da guerra e não da diplomacia. O Barão Yoshimichi Hara, Presidente do Conselho Imperial e representante de Hirohito, questionou-os então de perto, produzindo respostas no sentido de que a guerra seria considerada apenas como último recurso por alguns, e o silêncio por outros.
Em 8 de outubro, Sugiyama assinou um relatório de 47 páginas ao Imperador (sōjōan) descrevendo detalhadamente os planos para o avanço no Sudeste Asiático. Durante a terceira semana de outubro, Sugiyama entregou a Hirohito um documento de 51 páginas, "Materiais em Resposta ao Trono", sobre as perspectivas operacionais para a guerra. 

À medida que os preparativos para a guerra continuavam, o primeiro-ministro Fumimaro Konoe viu-se cada vez mais isolado e demitiu-se em 16 de Outubro. Ele se justificou perante seu secretário-chefe de gabinete, Kenji Tomita, afirmando:
É claro que Sua Majestade é um pacifista e não há dúvida de que desejava evitar a guerra. Quando lhe disse que iniciar a guerra era um erro, ele concordou. Mas no dia seguinte ele me dizia: “Você estava preocupado com isso ontem, mas não precisa se preocupar tanto”. Assim, gradualmente, ele começou a inclinar-se para a guerra. E na próxima vez que o encontrei, ele se inclinou ainda mais. Em suma, senti que o Imperador me dizia: o meu primeiro-ministro não entende de assuntos militares, eu sei muito mais. Em suma, o Imperador absorveu a visão dos altos comandos do exército e da marinha.
O exército e a marinha recomendaram a nomeação do príncipe Naruhiko Higashikuni, um dos tios de Hirohito, como primeiro-ministro. De acordo com o "Monólogo" de Shōwa, escrito após a guerra, Hirohito disse então que se a guerra começasse enquanto um membro da casa imperial fosse primeiro-ministro, a casa imperial teria que assumir a responsabilidade e ele se opôs a isso.

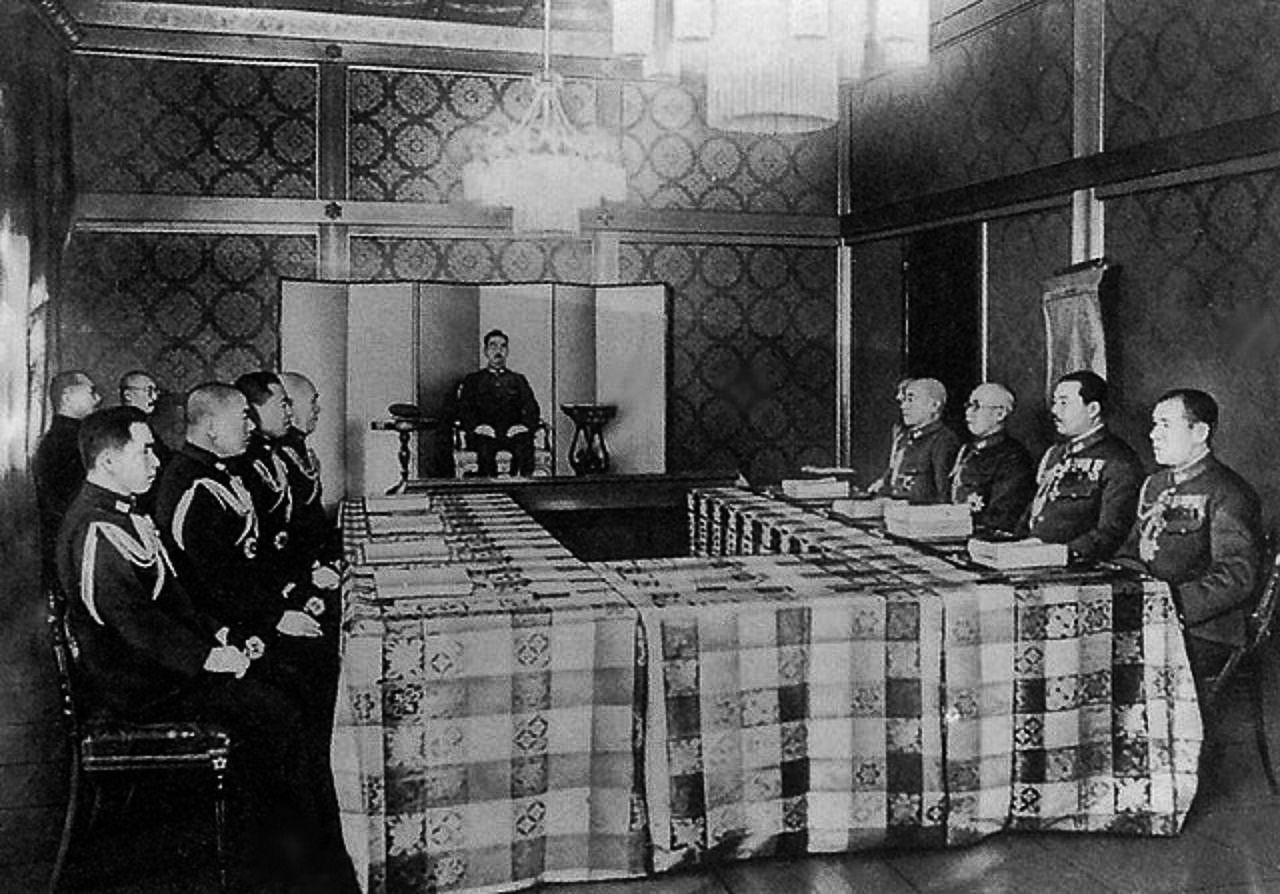
O Imperador como chefe do Quartel-General Imperial em 29 de abril de 1943

Em vez disso, Hirohito escolheu o general linha-dura Hideki Tōjō, que era conhecido por sua devoção à instituição imperial, e pediu-lhe que fizesse uma revisão política do que havia sido sancionado pelas Conferências Imperiais. Em 2 de novembro, Tōjō, Sugiyama e Nagano relataram a Hirohito que a revisão de onze pontos havia sido em vão. O imperador Hirohito deu seu consentimento para a guerra e então perguntou: “Você vai fornecer uma justificativa para a guerra?”   A decisão de guerra contra os Estados Unidos foi apresentada para aprovação a Hirohito pelo General Tōjō, pelo Ministro da Marinha, Almirante Shigetarō Shimada, e pelo Ministro das Relações Exteriores do Japão, Shigenori Tōgō.

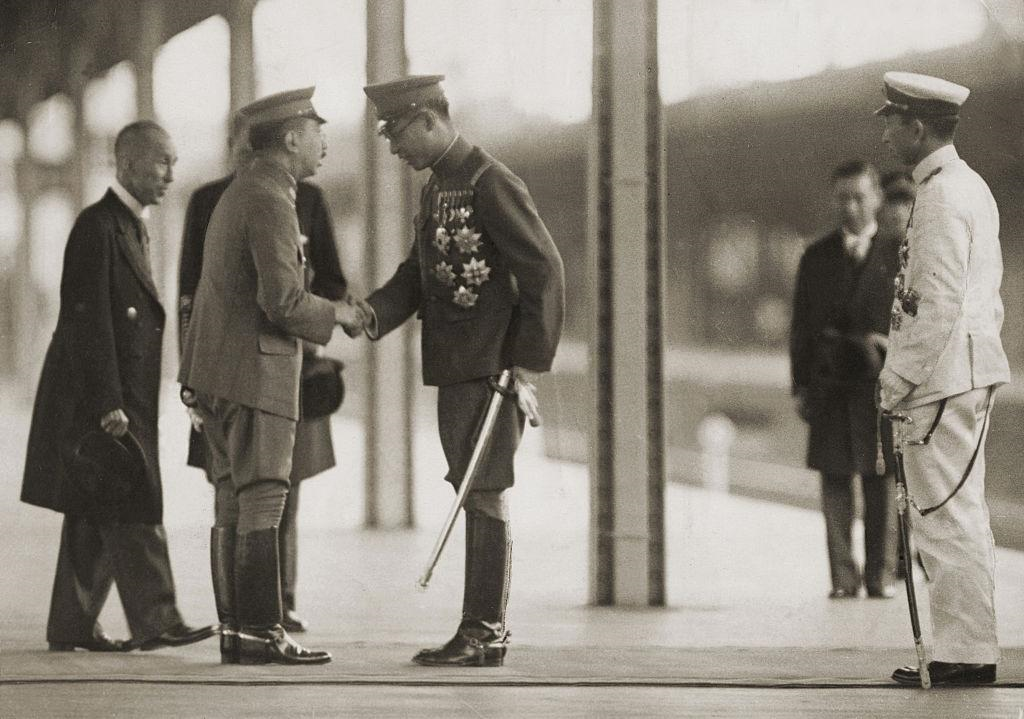
Hirohito e Pu Yi em Manchukuo, 1940

Em 3 de novembro, Nagano explicou detalhadamente o plano do ataque a Pearl Harbor a Hirohito. Em 5 de novembro, o Imperador Hirohito aprovou na conferência imperial o plano de operações para uma guerra contra o Ocidente e teve muitas reuniões com os militares e Tōjō até o final do mês. Em 25 de novembro, Henry L. Stimson, Secretário da Guerra dos Estados Unidos, anotou em seu diário que havia discutido com o presidente dos Estados Unidos, Franklin D. Roosevelt, a grave probabilidade de o Japão estar prestes a lançar um ataque surpresa e que a questão era "como podemos deveríamos manobrá-los [os japoneses] para a posição de disparar o primeiro tiro sem permitir muito perigo para nós mesmos."
No dia seguinte, 26 de novembro de 1941, o secretário de Estado dos EUA, Cordell Hull, apresentou ao embaixador japonês a nota de Hull, que como uma de suas condições exigia a retirada completa de todas as tropas japonesas da Indochina Francesa e da China. O primeiro-ministro japonês, Hideki Tojo, disse ao seu gabinete: “Isto é um ultimato”. Em 1º de dezembro, uma Conferência Imperial sancionou a "Guerra contra os Estados Unidos, o Reino Unido e o Reino dos Países Baixos".

#### Avanço e recuo
Em 8 de dezembro (7 de dezembro no Havaí) de 1941, em ataques simultâneos, as forças japonesas atacaram a guarnição de Hong Kong, a frota dos EUA em Pearl Harbor e nas Filipinas, e iniciaram a invasão da Malásia.
Com a nação totalmente comprometida com a guerra, Hirohito demonstrou grande interesse no progresso militar e procurou elevar o moral. Segundo Akira Yamada e Akira Fujiwara, Hirohito fez grandes intervenções em algumas operações militares. Por exemplo, ele pressionou Sugiyama quatro vezes, em 13 e 21 de janeiro e em 9 e 26 de fevereiro, para aumentar o efetivo das tropas e lançar um ataque a Bataan. Em 9 de fevereiro, 19 de março e 29 de maio, Hirohito ordenou ao Chefe do Estado-Maior do Exército que examinasse as possibilidades de um ataque a Chongqing, na China, o que levou à Operação Gogo.
Embora alguns autores, como os jornalistas Peter Jennings e Todd Brewster, digam que durante a guerra, Hirohito ficou "indignado" com os crimes de guerra japoneses e com a disfunção política de muitas instituições sociais que proclamaram sua lealdade a ele, e às vezes se manifestaram contra elas, outros, como os historiadores Herbert P. Bix e Mark Felton, bem como o especialista em relações internacionais da China Michael Tai, apontam que Hirohito sancionou pessoalmente a "Política dos Três Tudos" (Sankō Sakusen), uma estratégia de terra arrasada implementada na China entre 1942 e 1945 e que foi direta e indiretamente responsável pela morte de “mais de 2,7 milhões” de civis chineses.

À medida que a maré da guerra começou a virar contra o Japão (por volta do final de 1942 e início de 1943), o fluxo de informações para o palácio gradualmente começou a ter cada vez menos relação com a realidade, enquanto outros sugerem que Hirohito trabalhou em estreita colaboração com o primeiro-ministro Hideki Tojo. continuou a ser bem e precisamente informado pelos militares e conhecia a posição militar do Japão precisamente até o ponto da rendição. O chefe de gabinete da seção de Assuntos Gerais do gabinete do Primeiro-Ministro, Shuichi Inada, comentou ao secretário particular de Tōjō, Sadao Akamatsu:
Nunca houve um gabinete em que o primeiro-ministro e todos os ministros se reportassem com tanta frequência ao trono. A fim de concretizar a essência do governo imperial direto genuíno e aliviar as preocupações do Imperador, os ministros reportavam ao trono assuntos no âmbito de suas responsabilidades de acordo com as diretrizes do primeiro-ministro ... Em tempos de atividades intensas, rascunhos datilografados foram apresentados ao Imperador com correções em vermelho. O primeiro rascunho, o segundo rascunho, o rascunho final e assim por diante, surgiram à medida que as deliberações progrediam, uma após a outra, e foram sancionados em conformidade pelo Imperador.

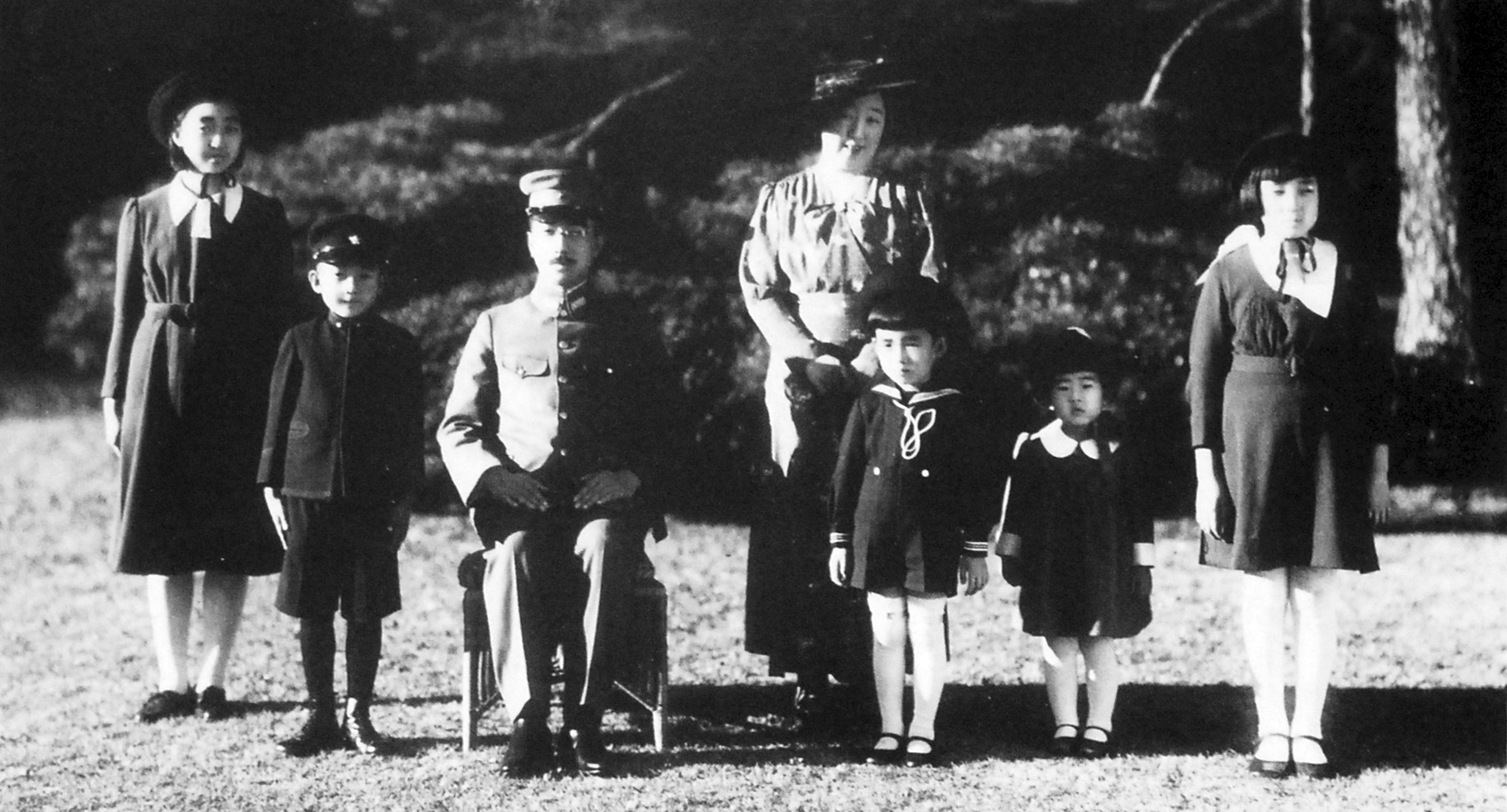
Imperador Hirohito com sua esposa, a Imperatriz Kōjun e seus filhos em 7 de dezembro de 1941

Nos primeiros seis meses de guerra, todos os principais combates foram vitórias. Os avanços japoneses foram interrompidos no verão de 1942 com a batalha de Midway e o desembarque das forças americanas em Guadalcanal e Tulagi em agosto. Hirohito desempenhou um papel cada vez mais influente na guerra; em onze episódios principais ele esteve profundamente envolvido na supervisão da condução real das operações de guerra. Hirohito pressionou o Alto Comando para ordenar um ataque antecipado às Filipinas em 1941-42, incluindo a península fortificada de Bataan. Ele garantiu a implantação do poder aéreo do exército na campanha de Guadalcanal. Após a retirada do Japão de Guadalcanal, exigiu uma nova ofensiva na Nova Guiné, que foi devidamente levada a cabo, mas falhou terrivelmente. Insatisfeito com a condução da guerra pela Marinha, ele criticou sua retirada do centro das Ilhas Salomão e exigiu batalhas navais contra os americanos pelas perdas que infligiram às Aleutas. As batalhas foram desastres. Finalmente, foi por insistência dele que foram traçados planos para a recaptura de Saipan e, mais tarde, para uma ofensiva na Batalha de Okinawa. Com uma rivalidade acirrada entre o Exército e a Marinha, ele resolveu disputas sobre a alocação de recursos. Ele ajudou a planejar ofensas militares.
Em Setembro de 1944, Hirohito declarou que deveria ser a decisão dos seus cidadãos esmagar os maus propósitos dos Ocidentais para que o seu destino imperial pudesse continuar, mas, desde o início, é apenas uma máscara para a necessidade urgente do Japão de conseguir uma vitória contra a campanha contraofensiva das Forças Aliadas.
Em 18 de outubro de 1944, o quartel-general imperial decidiu que os japoneses deveriam tomar posição nas proximidades de Leyte para evitar que os americanos desembarcassem nas Filipinas. Esta visão foi amplamente desaprovada e desagradou os decisores políticos dos sectores do exército e da marinha. Hirohito foi citado que aprovava isso, pois se vencessem aquela campanha, finalmente teriam espaço para negociar com os americanos. Por mais elevado que fosse o seu ânimo, o choque de realidade para os japoneses também entraria em jogo, uma vez que as forças que enviaram em Leyte eram praticamente as que defenderiam eficientemente a ilha de Luzon, por isso os japoneses desferiram um grande golpe em seu próprio planejamento militar.
A mídia, sob rígido controle governamental, retratou-o repetidamente como alguém que elevava o moral popular, mesmo quando as cidades japonesas sofreram fortes ataques aéreos em 1944-45 e a escassez de alimentos e moradia aumentou. As retiradas e derrotas japonesas foram celebradas pela mídia como sucessos que prenunciavam a "Vitória Certa". Só gradualmente se tornou evidente para o povo japonês que a situação era muito sombria devido à crescente escassez de alimentos, medicamentos e combustível, à medida que os submarinos dos EUA começaram a destruir a navegação japonesa. A partir de meados de 1944, os ataques americanos às principais cidades do Japão zombaram das intermináveis histórias de vitória. Mais tarde naquele ano, com a queda do governo de Tojo, dois outros primeiros-ministros foram nomeados para continuar o esforço de guerra, Kuniaki Koiso e Kantarō Suzuki — cada um com a aprovação formal de Hirohito. Ambos não tiveram sucesso e o Japão estava próximo do desastre.

#### Rendição

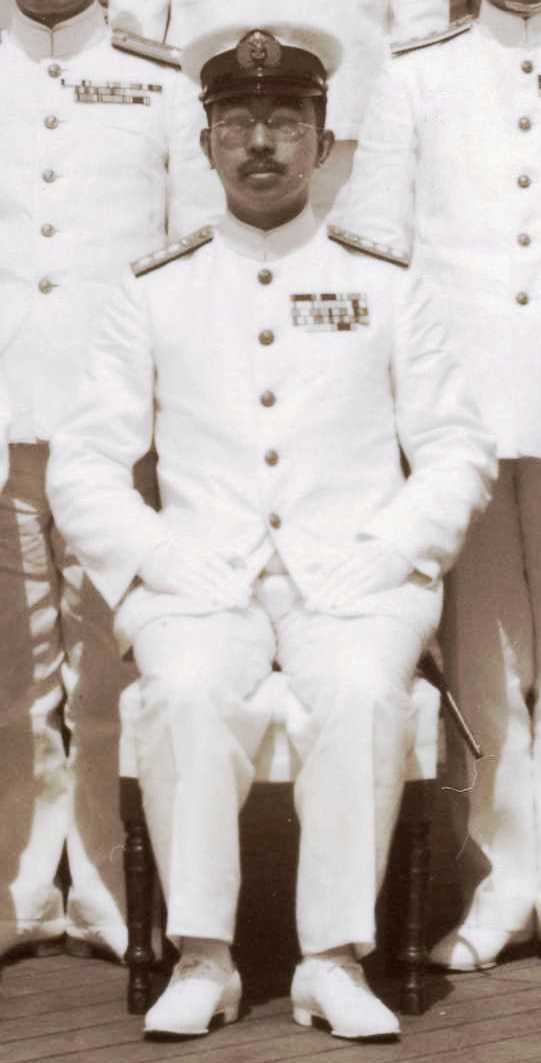
Imperador Hirohito no encouraçado Musashi, 24 de junho de 1943

No início de 1945, na sequência das perdas na Batalha de Leyte, o Imperador Hirohito iniciou uma série de reuniões individuais com altos funcionários do governo para considerar o progresso da guerra. Todos, exceto o ex-primeiro-ministro Fumimaro Konoe, aconselharam a continuação da guerra. Konoe temia ainda mais uma revolução comunista do que uma derrota na guerra e apelou a uma rendição negociada. Em fevereiro de 1945, durante a primeira audiência privada com Hirohito, ele foi autorizado em três anos, Konoe aconselhou Hirohito a iniciar negociações para acabar com a guerra. De acordo com o Grande Camareiro Hisanori Fujita, Hirohito, ainda em busca de um tennozan (uma grande vitória) para fornecer uma posição de negociação mais forte, rejeitou firmemente a recomendação de Konoe.
A cada semana que passava, a vitória tornava-se menos provável. Em Abril, a União Soviética emitiu um aviso de que não renovaria o seu acordo de neutralidade. A Alemanha, aliada do Japão, rendeu-se no início de maio de 1945. Em Junho, o gabinete reavaliou a estratégia de guerra, apenas para decidir com mais firmeza do que nunca uma luta até ao último homem. Esta estratégia foi oficialmente afirmada numa breve reunião do Conselho Imperial, na qual, como era normal, Hirohito não falou.
No dia seguinte, o Lorde Guardião do Selo Privado Kōichi Kido preparou um rascunho de documento que resumia a situação militar desesperadora e propunha um acordo negociado. Os extremistas no Japão também apelavam a um suicídio em massa do tipo morte antes da desonra, inspirado no incidente dos "47 Ronin". Em meados de junho de 1945, o gabinete concordou em abordar a União Soviética para atuar como mediador para uma rendição negociada, mas não antes que a posição negocial do Japão tivesse sido melhorada pela repulsa à antecipada invasão aliada do Japão continental.
Em 22 de junho, Hirohito reuniu-se com os seus ministros, dizendo: "Desejo que planos concretos para acabar com a guerra, sem os entraves da política existente, sejam rapidamente estudados e que sejam feitos esforços para implementá-los." A tentativa de negociar a paz através da União Soviética deu em nada. Sempre houve a ameaça de que os extremistas dessem um golpe de Estado ou fomentassem outros tipos de violência. Em 26 de julho de 1945, os Aliados emitiram a Declaração de Potsdam exigindo a rendição incondicional. O conselho do governo japonês, os Seis Grandes, considerou essa opção e recomendou a Hirohito que ela fosse aceita apenas se uma a quatro condições fossem acordadas, incluindo uma garantia da posição contínua de Hirohito na sociedade japonesa. Hirohito decidiu não se render.
Isso mudou depois dos bombardeamentos atómicos de Hiroshima e Nagasaki e da declaração de guerra soviética. Em 9 de agosto, o imperador Hirohito disse a Kōichi Kido: "A União Soviética declarou guerra e hoje iniciou as hostilidades contra nós". Em 10 de agosto, o gabinete redigiu um "Rescrito Imperial que põe fim à guerra", seguindo as indicações de Hirohito de que a declaração não comprometia qualquer exigência que prejudicasse as suas prerrogativas como governante soberano.
Em 12 de agosto de 1945, Hirohito informou a família imperial da sua decisão de se render. Um de seus tios, o príncipe Yasuhiko Asaka, perguntou se a guerra continuaria se o kokutai (sistema nacional) não pudesse ser preservado. Hirohito simplesmente respondeu “Claro”. Em 14 de agosto, Hirohito tomou a decisão de se render "incondicionalmente" e o governo Suzuki notificou os Aliados de que havia aceitado a Declaração de Potsdam.
Em 15 de agosto, uma gravação do discurso de rendição de Hirohito foi transmitida pelo rádio (a primeira vez que Hirohito foi ouvido no rádio pelo povo japonês) anunciando a aceitação da Declaração de Potsdam pelo Japão. Durante a transmissão histórica, Hirohito declarou: "Além disso, o inimigo começou a empregar uma bomba nova e muito cruel, cujo poder de causar danos é, de fato, incalculável, cobrando o preço de muitas vidas inocentes. Devemos continuar a lutar, não só resultaria no colapso final e na destruição da nação japonesa, mas também levaria à extinção total da civilização humana." O discurso também observou que “a situação de guerra não se desenvolveu necessariamente em benefício do Japão” e ordenou que os japoneses “suportassem o insuportável”. O discurso, usando japonês formal e arcaico, não foi facilmente compreendido por muitos plebeus. De acordo com o historiador Richard Storry em A History of Modern Japan, Hirohito normalmente usava "uma forma de linguagem familiar apenas aos bem-educados" e às famílias de samurais mais tradicionais.
Uma facção do exército que se opõe à rendição tentou um golpe de estado na noite de 14 de agosto, antes da transmissão. Eles tomaram o Palácio Imperial (o incidente Kyūjō), mas a gravação física do discurso de Hirohito foi escondida e preservada durante a noite. O golpe falhou e o discurso foi transmitido na manhã seguinte.
Na sua primeira conferência de imprensa dada em Tóquio em 1975, quando lhe perguntaram o que pensava do bombardeamento de Hiroshima, Hirohito respondeu: "É muito lamentável que bombas nucleares tenham sido lançadas e lamento pelos cidadãos de Hiroshima, mas não foi possível". Não posso ser ajudado porque isso aconteceu em tempo de guerra" (shikata ga nai, que significa "não pode ser ajudado").

### Reinado pós-guerra

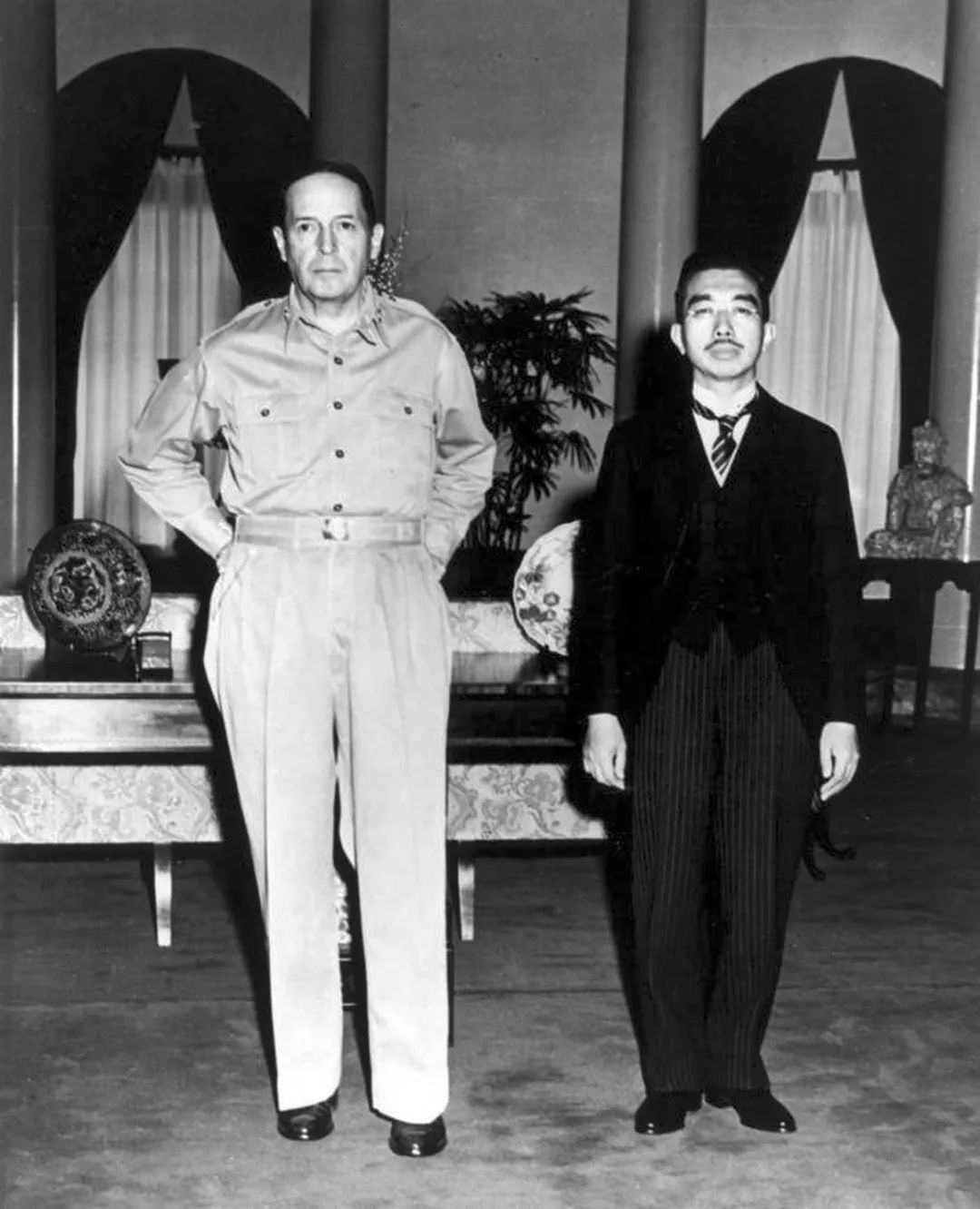
Fotografia de Gaetano Faillace do General MacArthur e Hirohito no Quartel-General Aliado em Tóquio, 27 de setembro de 1945

Após a rendição japonesa em agosto de 1945, houve uma grande pressão vinda tanto dos países aliados quanto dos esquerdistas japoneses que exigiam que Hirohito renunciasse e fosse indiciado como criminoso de guerra. O governo australiano listou Hirohito como criminoso de guerra e pretendia levá-lo a julgamento. O general Douglas MacArthur não gostou da ideia, pois pensava que um imperador ostensivamente cooperante ajudaria a estabelecer um regime de ocupação aliado pacífico no Japão. MacArthur via Hirohito como um símbolo da continuidade e coesão do povo japonês. Como resultado, quaisquer possíveis provas que incriminassem Hirohito e sua família foram excluídas do Tribunal Militar Internacional para o Extremo Oriente. MacArthur criou um plano que separou Hirohito dos militaristas, manteve Hirohito como monarca constitucional, mas apenas como uma figura de proa, e usou Hirohito para manter o controle sobre o Japão para ajudar a alcançar os objetivos americanos do pós-guerra no Japão.
Quando Hirohito nomeou o sogro de seu tio e filha, o príncipe Naruhiko Higashikuni, como primeiro-ministro para substituir Kantarō Suzuki, que renunciou devido à responsabilidade pela rendição, para ajudar a ocupação americana, houve tentativas de vários líderes de colocá-lo em julgamento por alegados crimes de guerra . Muitos membros da família imperial, como os príncipes Chichibu, Takamatsu e Higashikuni, pressionaram Hirohito a abdicar para que um dos príncipes pudesse servir como regente até que seu filho mais velho, o príncipe herdeiro Akihito, atingisse a maioridade. Em 27 de fevereiro de 1946, o irmão mais novo de Hirohito, o príncipe Mikasa, até se levantou no conselho privado e indiretamente instou Hirohito a renunciar e aceitar a responsabilidade pela derrota do Japão. De acordo com o diário do Ministro do Bem-Estar Ashida, "Todos pareciam refletir sobre as palavras de Mikasa. Nunca vi o rosto de Sua Majestade tão pálido."
Os historiadores criticaram a decisão de proteger Hirohito e todos os membros da família imperial que estavam implicados na guerra, como o príncipe Chichibu, o príncipe Asaka, o príncipe Higashikuni, e o príncipe Fushimi Hiroyasu, de processos criminais.
Antes da convocação dos julgamentos dos crimes de guerra, o Comandante Supremo das Potências Aliadas, a sua Secção de Acusação Internacional (IPS) e oficiais japoneses trabalharam nos bastidores não só para evitar que a família Imperial fosse indiciada, mas também para influenciar o depoimento dos réus. para garantir que ninguém implicasse Hirohito. Altos funcionários nos círculos judiciais e o governo japonês colaboraram com o Quartel-General Aliado na compilação de listas de potenciais criminosos de guerra, enquanto os indivíduos detidos como suspeitos de Classe A e encarcerados juraram solenemente proteger o seu soberano contra qualquer possível mancha de responsabilidade de guerra. Assim, "meses antes do início do tribunal de Tóquio, os mais altos subordinados de MacArthur estavam trabalhando para atribuir a responsabilidade final por Pearl Harbor a Hideki Tōjō" permitindo que "os principais suspeitos de crimes coordenassem suas histórias para que Hirohito fosse poupado da acusação". De acordo com John W. Dower, "Esta campanha bem-sucedida para absolver Hirohito da responsabilidade de guerra não teve limites. Hirohito não foi apenas apresentado como inocente de quaisquer atos formais que pudessem torná-lo culpado de acusação como criminoso de guerra, ele foi transformou-se numa figura quase santa que nem sequer assumiu a responsabilidade moral pela guerra". De acordo com Bix, "as medidas verdadeiramente extraordinárias de MacArthur para salvar Hirohito do julgamento como criminoso de guerra tiveram um impacto duradouro e profundamente distorcido na compreensão japonesa da guerra perdida".

### Status imperial
Hirohito não foi levado a julgamento, mas foi forçado a rejeitar explicitamente a afirmação quase oficial de que Hirohito do Japão era um arahitogami, isto é, uma divindade encarnada. Isto foi motivado pelo fato de que, de acordo com a constituição japonesa de 1889, Hirohito tinha um poder divino sobre seu país que era derivado da crença xintoísta de que a Família Imperial Japonesa era descendente da deusa do sol Amaterasu. Hirohito, entretanto, foi persistente na ideia de que o Imperador do Japão deveria ser considerado um descendente dos deuses. Em dezembro de 1945, ele disse ao seu vice-grão-camareiro Michio Kinoshita: "É permitido dizer que a ideia de que os japoneses são descendentes dos deuses é uma concepção falsa; mas é absolutamente inadmissível chamar de quimérica a ideia de que o Imperador é um descendente dos deuses". Em qualquer caso, a "renúncia à divindade" foi notada mais pelos estrangeiros do que pelos japoneses, e parece ter sido destinada ao consumo dos primeiros. A teoria de uma monarquia constitucional já teve alguns proponentes no Japão. Em 1935, quando Tatsukichi Minobe defendeu a teoria de que a soberania reside no Estado, do qual o Imperador é apenas um órgão (o tennō kikan setsu ), causou furor. Ele foi forçado a renunciar à Câmara dos Pares e ao seu cargo na Universidade Imperial de Tóquio, seus livros foram proibidos e foi feito um atentado contra sua vida. Só em 1946 foi dado um tremendo passo para alterar o título do Imperador de “soberano imperial” para “monarca constitucional”.
Embora o imperador tivesse supostamente repudiado as reivindicações à divindade, sua posição pública foi deliberadamente deixada vaga, em parte porque o General MacArthur pensava que ele provavelmente seria um parceiro útil para fazer com que os japoneses aceitassem a ocupação e em parte devido às manobras de bastidores de Shigeru Yoshida para frustrar as tentativas de considerá-lo um monarca de estilo europeu.
No entanto, o estatuto de Hirohito como monarca constitucional limitado foi formalizado com a promulgação da Constituição de 1947 – oficialmente, uma alteração à Constituição Meiji. Definiu o imperador como “o símbolo do Estado e da unidade do povo” e despojou-o até mesmo do poder nominal em questões governamentais. O seu papel limitou-se a questões de Estado delineadas na Constituição e, na maioria dos casos, as suas ações nesse domínio foram realizadas de acordo com as instruções vinculativas do Gabinete.
Após a Revolução Iraniana e o fim do efêmero Império Centro-Africano, ambos em 1979, Hirohito se tornou o último monarca do mundo a ostentar qualquer variação do mais alto título real de "imperador".

### Figura pública

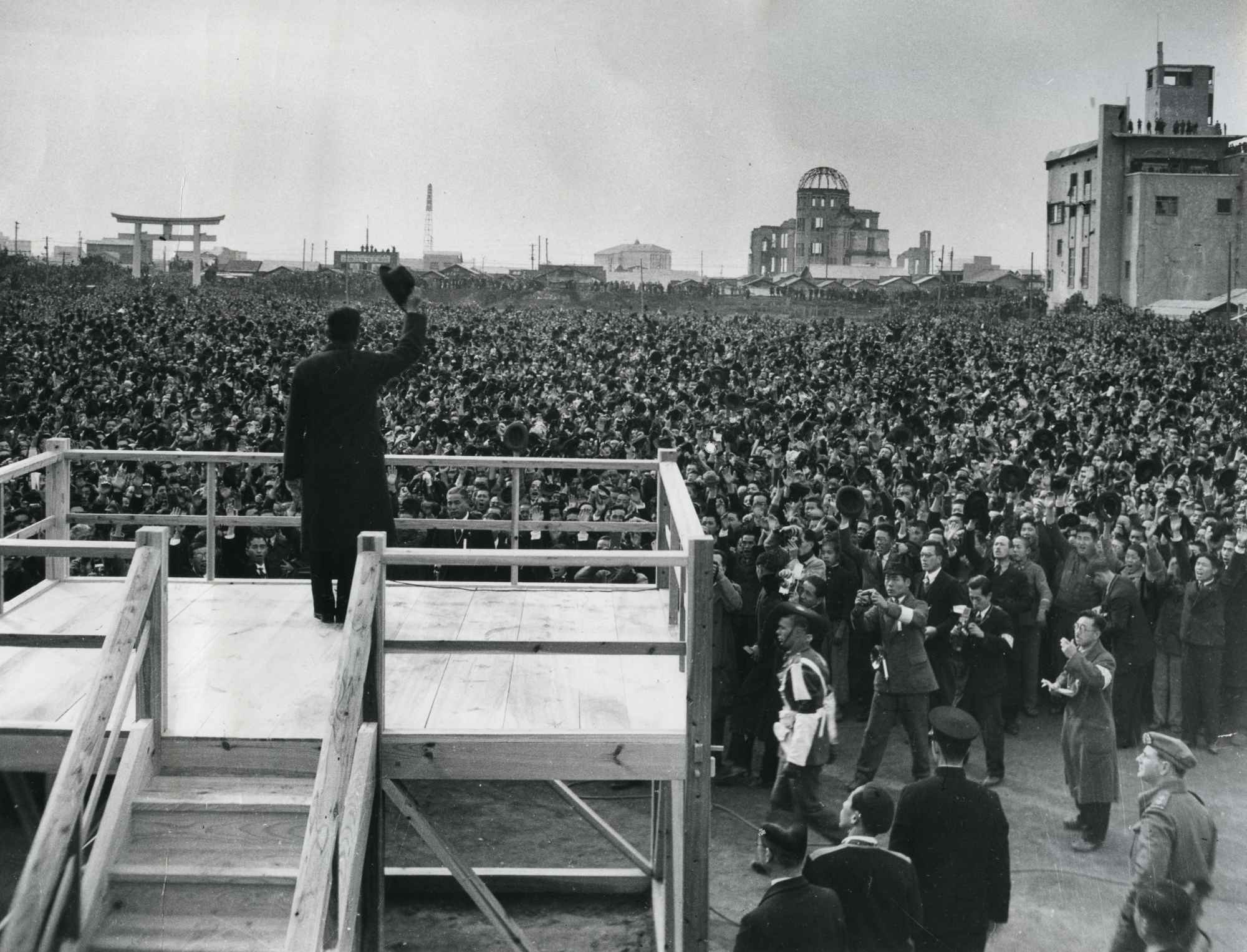
Imperador Hirohito visitando Hiroshima em 1947. A cúpula do Memorial da Paz de Hiroshima pode ser vista ao fundo.

Pelo resto da vida, Hirohito foi uma figura ativa na vida japonesa e desempenhou muitas das funções comumente associadas a um chefe de estado constitucional. Ele e sua família mantiveram uma forte presença pública, muitas vezes realizando passeios públicos e fazendo aparições públicas em eventos e cerimônias especiais. Por exemplo, em 1947, o Imperador fez uma visita pública a Hiroshima e fez um discurso diante de uma enorme multidão encorajando os cidadãos da cidade. Ele também desempenhou um papel importante na reconstrução da imagem diplomática do Japão, viajando ao exterior para se encontrar com muitos líderes estrangeiros, incluindo a Rainha Elizabeth II (1971) e o Presidente Gerald Ford (1975). Ele não foi apenas o primeiro imperador reinante a viajar para além do Japão, mas também o primeiro a conhecer um presidente dos Estados Unidos. Seu status e imagem tornaram-se fortemente positivos nos Estados Unidos.
| Ano              | Partida        | Retorno       | Visitou | Acompanhante     | Observações           |
| ---------------- | -------------- | ------------- | --- | ---------------- | --------------------- |
| 1971 (Shōwa 46） | 27 de setembro | 14 de outubro | - Bélgica - Reino Unido - Alemanha Ocidental - Estados Unidos - Dinamarca - França - Países Baixos - Suíça | Imperatriz Kōjun | Amizade internacional |
| 1975 (Shōwa 50） | 30 de setembro | 14 de outubro | Estados Unidos                                                                                             | Imperatriz Kōjun | Amizade internacional |

#### Visita à Europa

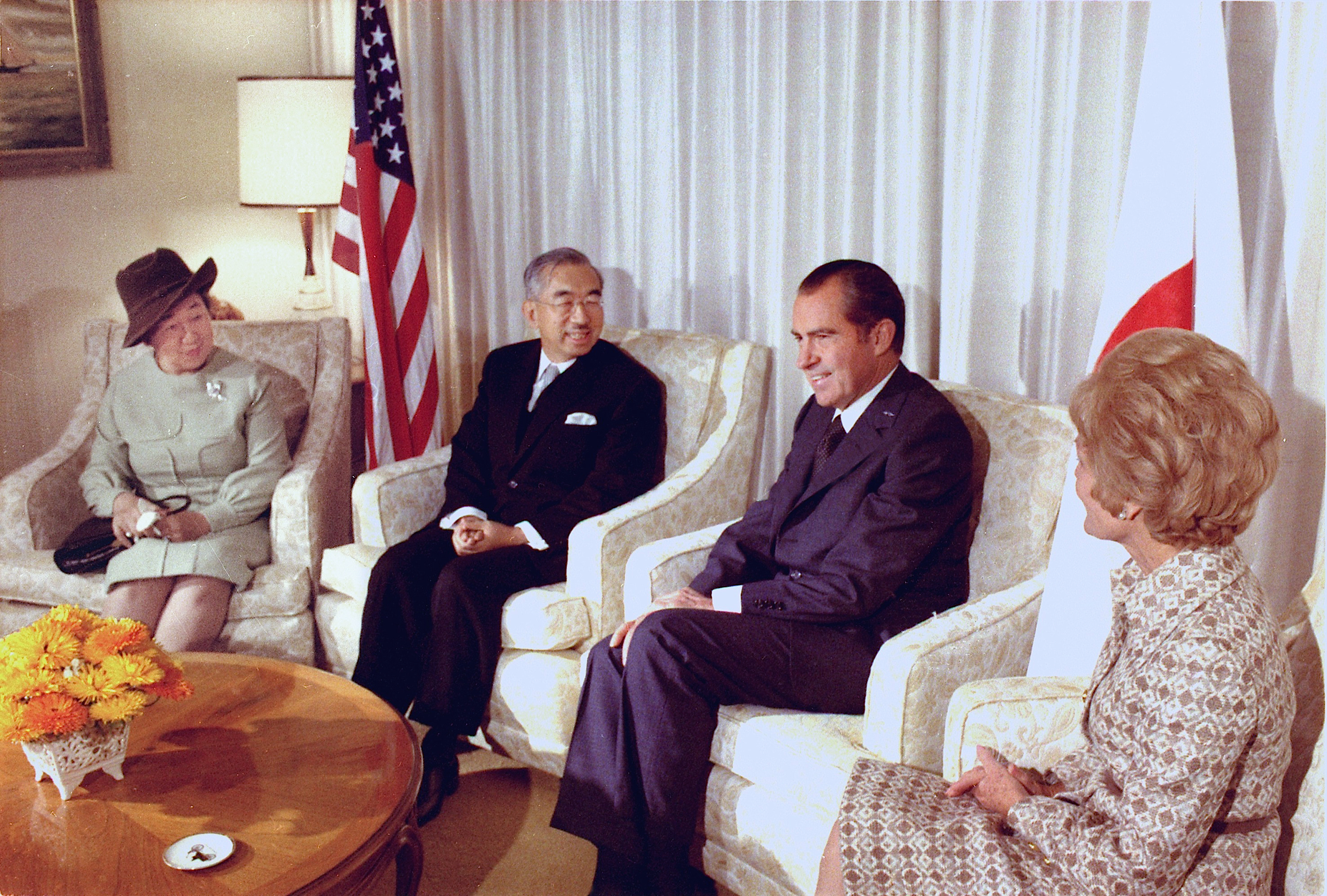
Imperador Hirohito e Imperatriz Nagako com o presidente dos EUA Richard Nixon e a primeira-dama Pat Nixon em Anchorage (27 de setembro de 1971)

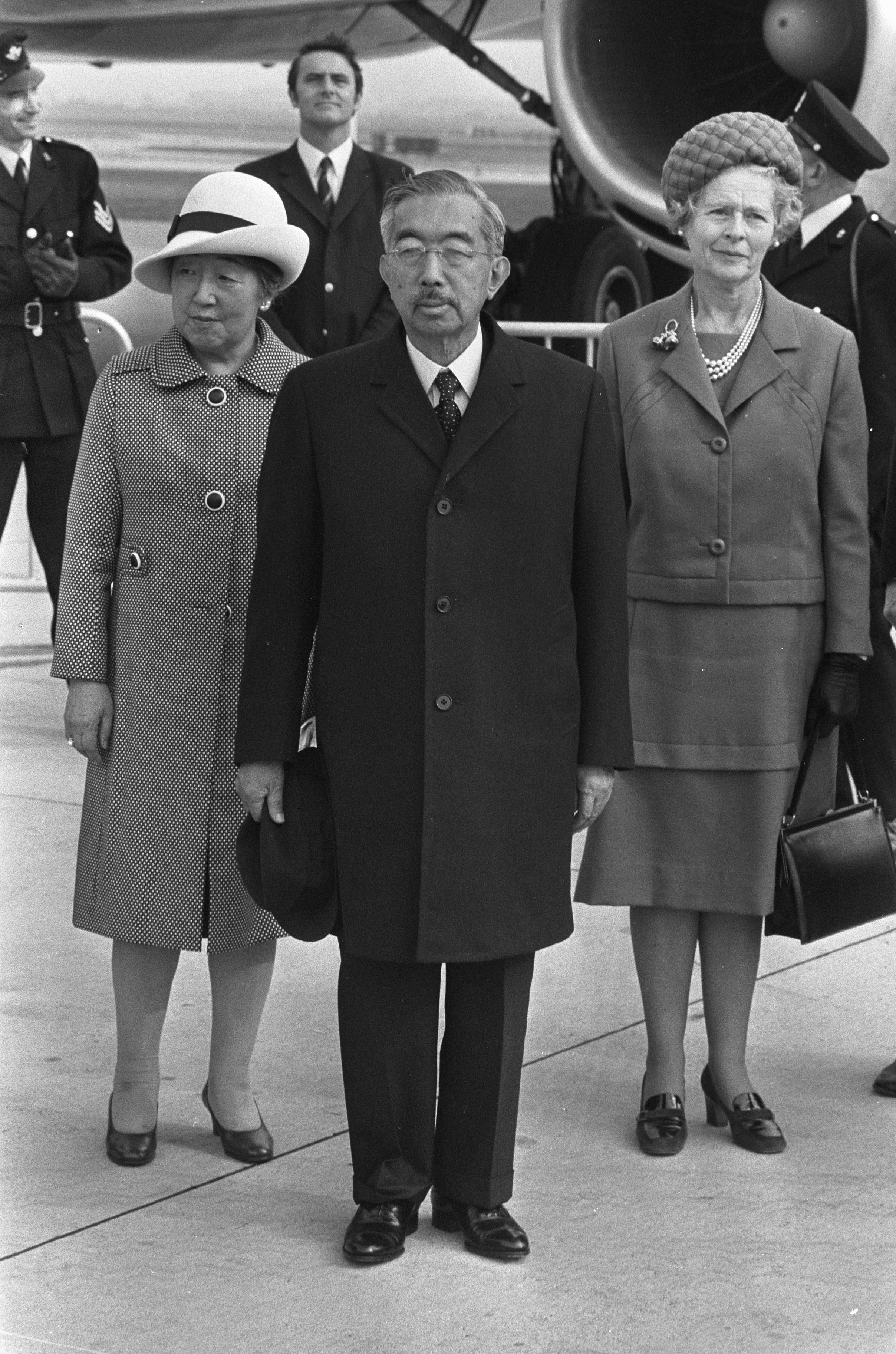
Imperador Hirohito e Imperatriz Nagako chegando à Holanda (8 de outubro de 1971)

Em 1971 (Shōwa 46), Hirohito visitou sete países europeus, incluindo o Reino Unido, os Países Baixos, e a Suíça novamente desde 1921 (Taishō 10) como príncipe herdeiro, durante 17 dias, de 27 de setembro a 14 de outubro, com sua esposa, Nagako. Neste caso, foi utilizada uma aeronave especial Douglas DC-8 da Japan Airlines, ao contrário da visita anterior de navio. Embora não seja contado como uma visita, naquela época, Hirohito e Nagako pararam em Anchorage, no Alasca, como escala, e se encontraram com o presidente dos EUA, Richard Nixon, e a primeira-dama Pat Nixon, de Washington, D.C., na Casa de Comando do Exército do Distrito do Alasca, na Base Aérea de Elmendorf.
As conversações entre o Imperador Hirohito e o Presidente Nixon não foram planeadas à partida, porque inicialmente a paragem nos Estados Unidos era apenas para reabastecimento para visitar a Europa. No entanto, a reunião foi decidida às pressas a pedido dos Estados Unidos. Embora o lado japonês tenha aceitado o pedido, o Ministro das Relações Exteriores, Takeo Fukuda, fez um telefonema público para o embaixador japonês nos Estados Unidos, Nobuhiko Ushiba, que promoveu as negociações, dizendo: "isso me causará muitos problemas. Queremos corrigir as percepções da outra parte." Naquela altura, o Ministro dos Negócios Estrangeiros Fukuda estava preocupado que as conversações do Presidente Nixon com Hirohito pudessem ser usadas para reparar a deterioração da situação entre Estados Unidos e Japão, e ele estava preocupado que a premissa do sistema simbólico do imperador pudesse flutuar.
Houve uma visita precoce, com profundos intercâmbios reais na Dinamarca e na Bélgica, e na França foram calorosamente recebidos. Na França, Hirohito se reuniu com Eduardo VIII, que havia abdicado em 1936 e estava praticamente no exílio, e conversaram um pouco. No entanto, foram realizados protestos na Grã-Bretanha e nos Países Baixos por veteranos que serviram no teatro de operações do Sudeste Asiático durante a Segunda Guerra Mundial e por vítimas civis da ocupação brutal naquele país. Na Holanda, foram jogados ovos crus e frascos a vácuo. O protesto foi tão severo que a Imperatriz Nagako, que acompanhava Hirohito, ficou exausta. No Reino Unido, os manifestantes permaneceram em silêncio e viraram as costas quando a carruagem de Hirohito passou por eles, enquanto outros usavam luvas vermelhas para simbolizar os mortos. A revista satírica Private Eye usou um duplo sentido racista para se referir à visita de Hirohito ("Nip desagradável no ar"; Nip é um insulto étnico contra pessoas de ascendência e origem japonesa, a palavra Nip é uma abreviatura de Nippon (日本), o nome japonês para Japão). Na Alemanha Ocidental, a visita do monarca japonês foi recebida com protestos hostis de extrema esquerda, cujos participantes viam Hirohito como o equivalente asiático de Adolf Hitler e se referiam a ele como "Hirohitler", e provocaram uma discussão comparativa mais ampla sobre a memória e percepção dos crimes de guerra do Eixo. Os protestos contra a visita de Hirohito também condenaram e realçaram o que consideraram como a cumplicidade mútua dos japoneses e da Alemanha Ocidental e a facilitação do esforço de guerra americano contra o comunismo no Vietnã.
Em relação a estes protestos e oposição, o Imperador Hirohito não ficou surpreendido por ter recebido um relatório antecipado numa conferência de imprensa a 12 de Novembro, após regressar ao Japão e disse que “não creio que as boas-vindas possam ser ignoradas” de cada país. Além disso, numa conferência de imprensa após as bodas de ouro, três anos depois, juntamente com a Imperatriz, ele mencionou esta visita à Europa como a sua memória mais agradável em 50 anos.

#### Visita aos Estados Unidos

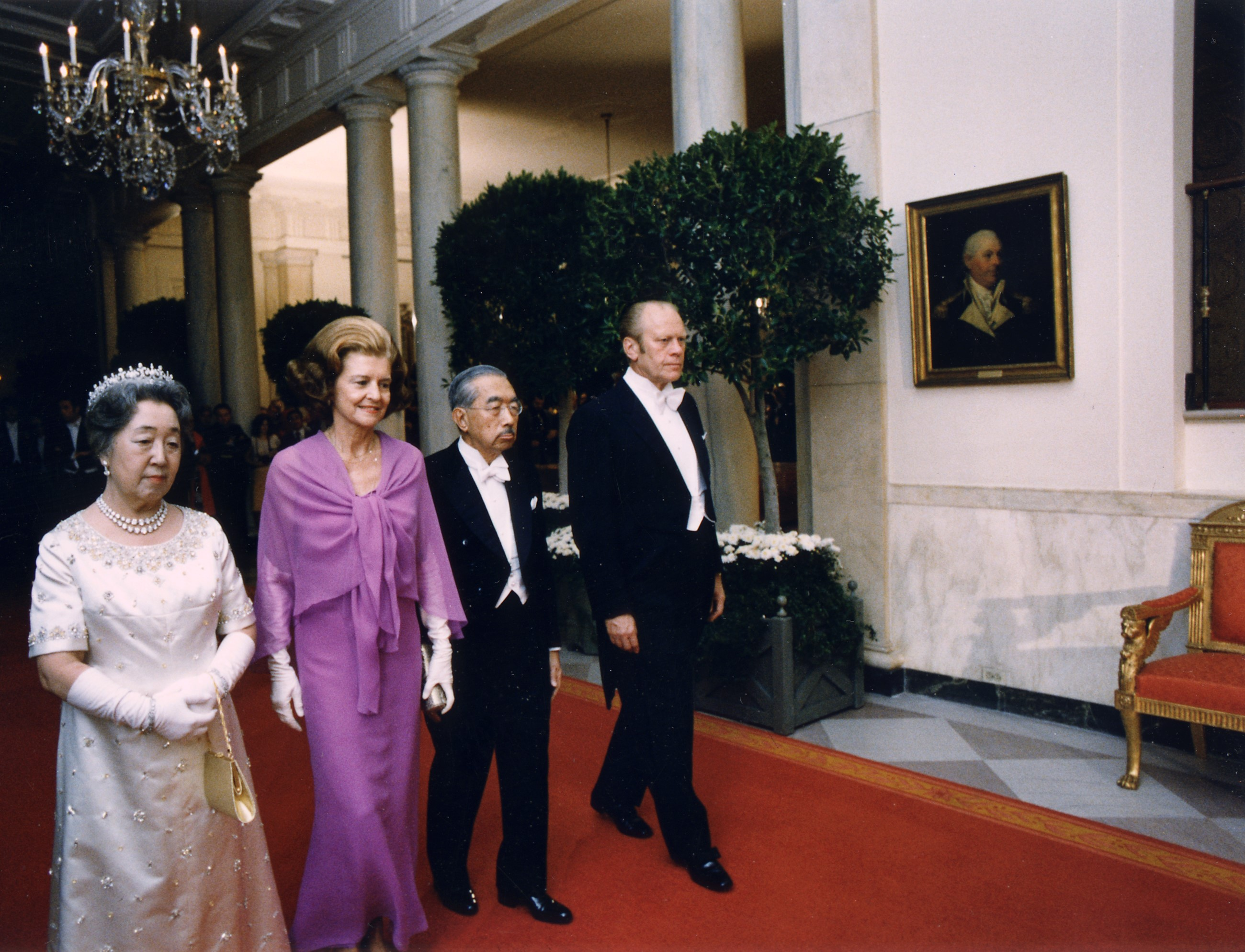
A Imperatriz, a Primeira Dama Betty Ford, o Imperador e o Presidente Gerald Ford na Casa Branca antes de um jantar de Estado realizado pela primeira vez em homenagem ao chefe de Estado japonês, 2 de outubro de 1975

Em 1975, Hirohito visitou os Estados Unidos durante 14 dias, de 30 de setembro a 14 de outubro, a convite do presidente Gerald Ford. A visita foi o primeiro evento desse tipo na história EUA-Japão. O Exército, a Marinha e a Força Aérea dos Estados Unidos, bem como o Corpo de Fuzileiros Navais e a Guarda Costeira homenagearam a visita de estado. Antes e depois da visita, uma série de ataques terroristas no Japão foram causados por organizações de esquerda antiamericanas, como a Frente Armada Anti-Japão da Ásia Oriental.
Depois de chegar a Williamsburg em 30 de setembro de 1975, o imperador Hirohito permaneceu nos Estados Unidos por duas semanas. A reunião oficial com o presidente Ford ocorreu no dia 2 de outubro. Em 3 de outubro, Hirohito visitou o Cemitério Nacional de Arlington. Em 6 de outubro, o Imperador Hirohito e a Imperatriz Nagako visitaram o Vice-Presidente e a Sra. Rockefeller em sua casa no Condado de Westchester, Nova Iorque.
Num discurso no jantar de Estado na Casa Branca, Hirohito leu: "Obrigado aos Estados Unidos por ajudarem a reconstruir o Japão depois da guerra." Durante sua estadia em Los Angeles, ele visitou a Disneylândia, e uma foto sorridente ao lado do Mickey Mouse enfeitou os jornais, e falou-se sobre a compra de um relógio do Mickey Mouse. Dois tipos de selos comemorativos e folhas de selos foram emitidos no dia de seu retorno ao Japão que demonstrou que a visita foi um empreendimento significativo. Esta foi a última visita do Imperador Shōwa aos Estados Unidos. A conferência de imprensa oficial realizada pelo Imperador e pela Imperatriz antes e depois da sua visita também marcou um avanço.

#### Biologia marinha

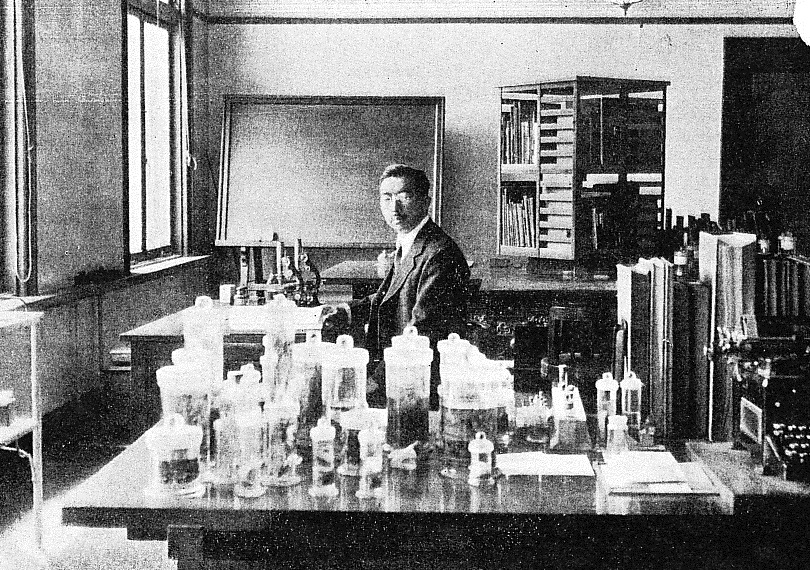
Imperador Hirohito em seu laboratório (1950)

Hirohito estava profundamente interessado e bem-informado sobre biologia marinha, e o Palácio Imperial continha um laboratório no qual Hirohito publicou vários artigos na área sob seu nome pessoal "Hirohito". Suas contribuições incluíram a descrição de várias dezenas de espécies de Hydrozoa novas para a ciência.

### Santuário Yasukuni
Hirohito manteve um boicote oficial ao Santuário Yasukuni depois que lhe foi revelado que criminosos de guerra Classe A haviam sido secretamente consagrados após sua rededicação no pós-guerra. Este boicote durou de 1978 até sua morte e foi continuado por seus sucessores, Akihito e Naruhito.
Em 20 de julho de 2006, Nihon Keizai Shimbun publicou um artigo de primeira página sobre a descoberta de um memorando detalhando o motivo pelo qual Hirohito parou de visitar Yasukuni. O memorando, mantido pelo ex-chefe da Agência da Casa Imperial, Tomohiko Tomita, confirma pela primeira vez que a consagração de 14 criminosos de guerra Classe A em Yasukuni foi o motivo do boicote. Tomita registrou detalhadamente o conteúdo de suas conversas com Hirohito em seus diários e cadernos. De acordo com o memorando, em 1988, Hirohito expressou seu forte descontentamento com a decisão tomada pelo Santuário Yasukuni de incluir criminosos de guerra de Classe A na lista de mortos de guerra ali homenageados, dizendo: "Em algum momento, os criminosos de Classe A foram consagrados, incluindo Matsuoka e Shiratori. Ouvi dizer que Tsukuba agiu com cautela. Acredita-se que Tsukuba se refira a Fujimaro Tsukuba, o ex-sacerdote-chefe Yasukuni na época, que decidiu não consagrar os criminosos de guerra, apesar de ter recebido em 1966 a lista de mortos de guerra compilada pelo governo. “O que se passa na mente do filho de Matsudaira, que é o atual sacerdote-chefe?” "Matsudaira desejava muito a paz, mas a criança não conhecia o coração dos pais. É por isso que não visitei o santuário desde então. Este é o meu coração." Acredita-se que Matsudaira se refira a Yoshitami Matsudaira, que foi o grande administrador da Casa Imperial imediatamente após o fim da Segunda Guerra Mundial. Seu filho, Nagayoshi, sucedeu Fujimaro Tsukuba como sacerdote-chefe de Yasukuni e decidiu consagrar os criminosos de guerra em 1978. Nagayoshi Matsudaira morreu em 2006, o que alguns comentaristas especularam ser o motivo da divulgação do memorando.

## Morte e funeral de Estado

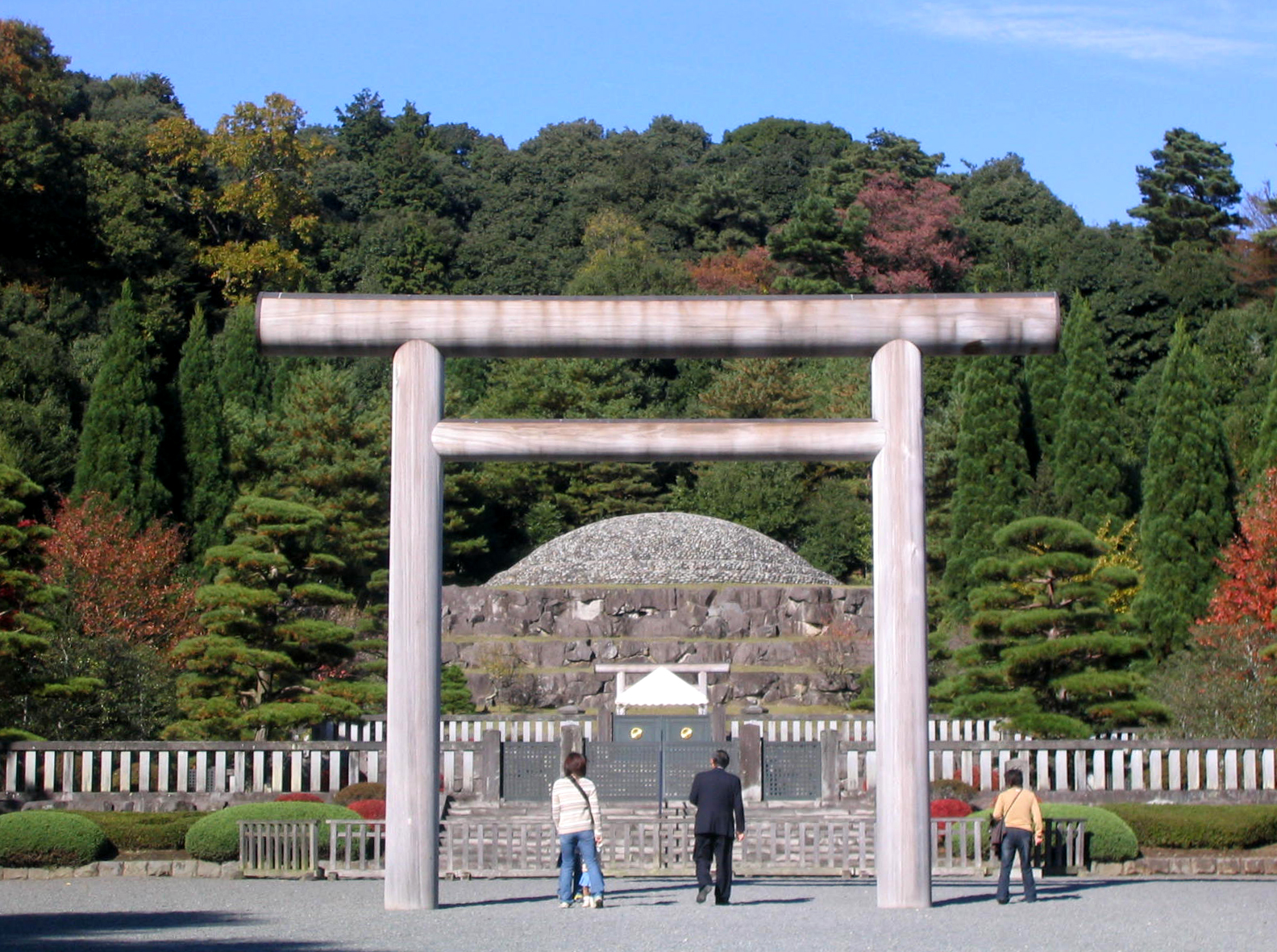
Tumba do Imperador Shōwa no Cemitério Imperial Musashi, Hachiōji, Tóquio

Em 22 de setembro de 1987, Hirohito foi submetido a uma cirurgia no pâncreas após vários meses de problemas digestivos. Os médicos descobriram que ele tinha câncer duodenal. Hirohito parecia estar se recuperando totalmente vários meses após a cirurgia. Cerca de um ano depois, porém, em 19 de setembro de 1988, ele desmaiou em seu palácio e sua saúde piorou nos meses seguintes, pois sofria de hemorragia interna contínua.
O imperador morreu às 6h33 do dia 7 de janeiro de 1989, aos 87 anos. O anúncio do grande administrador da Agência da Casa Imperial do Japão, Shoichi Fujimori, revelou pela primeira vez detalhes sobre seu câncer. Hirohito deixou sua esposa, seus cinco filhos sobreviventes, dez netos e um bisneto.
No momento de sua morte, ele era o imperador histórico japonês que viveu e reinou por mais tempo, bem como o monarca que reinou por mais tempo no mundo naquela época. A última distinção passou para Bhumibol Adulyadej da Tailândia quando o ultrapassou em julho de 2008 até sua morte em 13 de outubro de 2016.
O imperador foi sucedido por seu filho mais velho, Akihito (r. 1989–2019), cuja cerimônia de entronização foi realizada em 12 de novembro de 1990 no Palácio Imperial de Tóquio.
A morte de Hirohito encerrou a era Shōwa. No dia seguinte, 8 de janeiro de 1989, uma nova era começou: a era Heisei, com vigência à meia-noite do dia seguinte. De 7 a 31 de janeiro, a denominação formal de Hirohito foi "Imperador Falecido" (大行天皇, Taikō-tennō). Seu nome póstumo definitivo, Shōwa Tennō (昭和天皇), foi determinado em 13 de janeiro e formalmente divulgado em 31 de janeiro pelo primeiro-ministro Noboru Takeshita.
Em 24 de fevereiro, o funeral de estado de Hirohito foi realizado no Shinjuku Gyo-en e, ao contrário do de seu antecessor, foi formal, mas não conduzido de maneira estritamente xintoísta. Um grande número de líderes mundiais compareceu ao funeral. Hirohito está enterrado no Cemitério Imperial Musashi em Hachiōji, Tóquio ao lado de seus pais, o Imperador Taishō (falecido em 1926) e a Imperatriz Teimei (falecida em 1951) e sua esposa, a Imperatriz Nagako (falecida em 2000).

## Legado

### Responsabilidade por crimes de guerra
A questão da responsabilidade do Imperador Hirohito na guerra é contestada. Durante a guerra, os Aliados frequentemente retrataram Hirohito como igual a Hitler e Mussolini como os três ditadores do Eixo. Depois da guerra, uma vez que os EUA pensavam que a retenção do imperador ajudaria a estabelecer um regime de ocupação aliado pacífico no Japão e ajudaria os EUA a alcançar os seus objectivos pós-guerra, retrataram Hirohito como uma "figura de proa impotente", sem qualquer implicação nas políticas de guerra. Os historiadores disseram que Hirohito exercia mais poder do que se acreditava anteriormente, e esteve ativamente envolvido na decisão de lançar a guerra, bem como em outras decisões políticas e militares. Ao longo dos anos, à medida que surgiram novas evidências, os historiadores conseguiram chegar à conclusão de que ele era culpado pela guerra e refletiram sobre o seu papel durante a guerra.

#### Provas de culpabilidade em tempo de guerra
Os historiadores afirmaram que Hirohito foi diretamente responsável pelas atrocidades cometidas pelas forças imperiais na Segunda Guerra Sino-Japonesa e na Segunda Guerra Mundial. Eles disseram que ele e alguns membros da família imperial, como seu irmão, o príncipe Chichibu, seus primos, os príncipes Takeda e Fushimi, e seus tios, os príncipes Kan'in, Asaka e Higashikuni, deveriam ter sido julgados por crimes de guerra. Em um estudo publicado em 1996, o historiador Mitsuyoshi Himeta disse que a Política dos Três Tudos (Sankō Sakusen), uma política japonesa de terra arrasada adotada na China e sancionada pelo próprio imperador Hirohito, foi direta e indiretamente responsável pelas mortes de "mais de 2,7 milhões" de civis chineses. Seus trabalhos e os de Akira Fujiwara sobre os detalhes da operação foram comentados por Herbert P. Bix em seu Hirohito and the Making of Modern Japan, que escreveu que o Sankō Sakusen superou em muito o Massacre de Nanquim não apenas em termos de números, mas em brutalidade. bem como "Essas operações militares causaram morte e sofrimento em uma escala incomparavelmente maior do que a orgia de matança totalmente não planejada em Nanquim, que mais tarde passou a simbolizar a guerra". Embora o Massacre de Nanquim não tenha sido planejado, Bix disse que "Hirohito conhecia e aprovou campanhas de aniquilação na China que incluíam o incêndio de aldeias que se pensava abrigarem guerrilheiros". Altos funcionários do governo dos EUA compreenderam o papel íntimo do imperador durante a guerra.
Armas de gases venenosos, como o fosgênio, foram produzidas pela Unidade 731 e autorizadas por ordens específicas dadas pelo próprio Hirohito, transmitidas pelo chefe do Estado-Maior do exército. Hirohito autorizou o uso de gás tóxico 375 vezes durante a Batalha de Wuhan, de agosto a outubro de 1938.
Oficialmente, a constituição imperial, adotada sob o imperador Meiji, dava plenos poderes ao imperador. O artigo 4º prescrevia que “O Imperador é o chefe do Império, reunindo em si os direitos de soberania, e os exerce, de acordo com o disposto na presente Constituição”. Da mesma forma, de acordo com o artigo 6, “O Imperador sanciona as leis e ordena que sejam promulgadas e executadas”, e o artigo 11, “O Imperador tem o comando supremo do Exército e da Marinha”. O Imperador era assim o líder do Quartel-General Imperial.

De acordo com Bob Tadashi Wakabayashi da Universidade de York, a autoridade de Hirohito até 1945 dependia de três elementos:
Primeiro, ele era um monarca constitucional sujeito a restrições legais e convenções vinculativas, como tantas vezes sublinhou. Em segundo lugar, ele era o comandante supremo das forças armadas japonesas, embora as suas ordens fossem frequentemente ignoradas e por vezes desafiadas. Terceiro, ele exerceu autoridade moral absoluta no Japão, concedendo honras imperiais que transmitiam prestígio incontestável e emitindo rescritos imperiais que tinham poder coercitivo maior que a lei.
Os dois últimos elementos do poder de Hirohito foram os mais fortes, enquanto o primeiro elemento foi o mais fraco. Hirohito tinha autoridade final para moldar as políticas do país, concordando ou discordando delas. Ele até usou a sua autoridade para discordar das políticas moldadas pelo exército. Hirohito foi o comandante militar supremo no Japão Imperial e seguiu políticas expansionistas armadas contra os vizinhos asiáticos mais fracos. Ele nunca se opôs à guerra ou à expansão, mas opôs-se à guerra com os EUA e a Grã-Bretanha por causa do seu medo de que o Japão perdesse. Wakabayashi acrescenta ainda:
Além disso, naturalmente, ele queria manter o que seus generais conquistaram – embora fosse menos ganancioso do que alguns deles. Nada disso deveria nos surpreender. Hirohito não teria concedido a independência à Coreia ou devolvido a Manchúria à China, assim como Roosevelt não teria concedido a independência ao Havaí ou devolvido o Texas ao México.
Historiadores como Herbert Bix, Akira Fujiwara, Peter Wetzler e Akira Yamada afirmam que os argumentos do pós-guerra que favorecem a visão de que Hirohito era uma mera figura de proa ignoram a importância de numerosas reuniões "por trás da cortina do crisântemo", onde as verdadeiras decisões foram tomadas entre os Imperador, seus chefes de gabinete e o gabinete. Usando fontes primárias e o trabalho monumental de Shirō Hara como base, Fujiwara e Wetzler produziram evidências sugerindo que o Imperador trabalhou através de intermediários para exercer um grande controle sobre os militares e não era nem belicoso nem pacifista, mas sim um oportunista que governava num processo de tomada de decisão pluralista. O historiador americano Herbert P. Bix disse que o imperador Hirohito pode ter sido o principal responsável pela maior parte da agressão militar do Japão durante a era Shōwa.
A visão promovida pelo Palácio Imperial e pelas forças de ocupação americanas imediatamente após a Segunda Guerra Mundial retratava o Imperador Hirohito como uma figura puramente cerimonial que se comportava estritamente de acordo com o protocolo, permanecendo à distância dos processos de tomada de decisão. Esta opinião foi endossada pelo primeiro-ministro Noboru Takeshita num discurso no dia da morte de Hirohito, no qual Takeshita afirmou que a guerra "estalou contra a vontade [de Hirohito]". A declaração de Takeshita provocou indignação em nações do Leste Asiático e em países da Commonwealth, como Reino Unido, Canadá, Austrália e Nova Zelândia. Segundo o historiador Fujiwara, “A tese de que o Imperador, como órgão de responsabilidade, não poderia reverter a decisão do gabinete é um mito fabricado depois da guerra”.
De acordo com Yinan He, professor associado de relações internacionais na Universidade de Lehigh, no rescaldo da guerra, as elites conservadoras japonesas criaram mitos nacionais de auto branqueamento e autoglorificação que minimizaram o âmbito da responsabilidade da guerra do Japão, que incluía a apresentação do imperador como um diplomata em busca da paz e uma narrativa que o separava dos militaristas, que eles descreveram como pessoas que sequestraram o governo japonês e levaram o país à guerra, transferindo a responsabilidade da classe dominante para apenas alguns líderes militares. Esta narrativa também se concentra estreitamente no conflito EUA-Japão, ignora completamente as guerras que o Japão travou na Ásia e desconsidera as atrocidades cometidas pelas tropas japonesas durante a guerra. As elites japonesas criaram a narrativa na tentativa de evitar manchar a imagem nacional e recuperar a aceitação internacional do país.
Kentarō Awaya disse que a opinião pública japonesa do pós-guerra que apoiava a proteção do Imperador foi influenciada pela propaganda dos EUA que promovia a visão de que o Imperador, juntamente com o povo japonês, havia sido enganado pelos militares.
Nos anos imediatamente após a morte de Hirohito, os estudiosos que se manifestaram contra o imperador foram ameaçados e atacados por extremistas de direita. Susan Chira relatou: "Estudiosos que se manifestaram contra o falecido imperador receberam telefonemas ameaçadores da ala extremista direita do Japão". Um exemplo de violência real ocorreu em 1990, quando o prefeito de Nagasaki, Hitoshi Motoshima, foi baleado e gravemente ferido por um membro do grupo ultranacionalista Seikijuku. Um ano antes, em 1989, Motoshima quebrou o que foi caracterizado como “um dos tabus mais sensíveis [do Japão]” ao afirmar que o Imperador Hirohito era responsável pela Segunda Guerra Mundial.
Quanto à isenção de Hirohito do julgamento perante o Tribunal Militar Internacional do Extremo Oriente, as opiniões não foram unânimes. Sir William Webb, o presidente do tribunal, declarou: "Esta imunidade do Imperador é contrastada com o papel que ele desempenhou no lançamento da guerra no Pacífico, é, penso eu, uma questão que o tribunal deveria levar em consideração ao impor o frases". Da mesma forma, o juiz francês, Henri Bernard, escreveu sobre a responsabilidade de Hirohito que a declaração de guerra do Japão "teve um autor principal que escapou a qualquer acusação e de quem, em qualquer caso, os presentes réus só poderiam ser considerados cúmplices".
Um relato do vice-ministro do Interior em 1941, Michio Yuzawa, afirma que Hirohito estava "à vontade" com o ataque a Pearl Harbor "depois de tomar uma decisão".
Desde a sua morte em 1989, os historiadores descobriram evidências que comprovam a culpabilidade de Hirohito pela guerra e que ele não era uma figura de proa passiva manipulada por aqueles que o rodeavam.